# Mönchengladbach

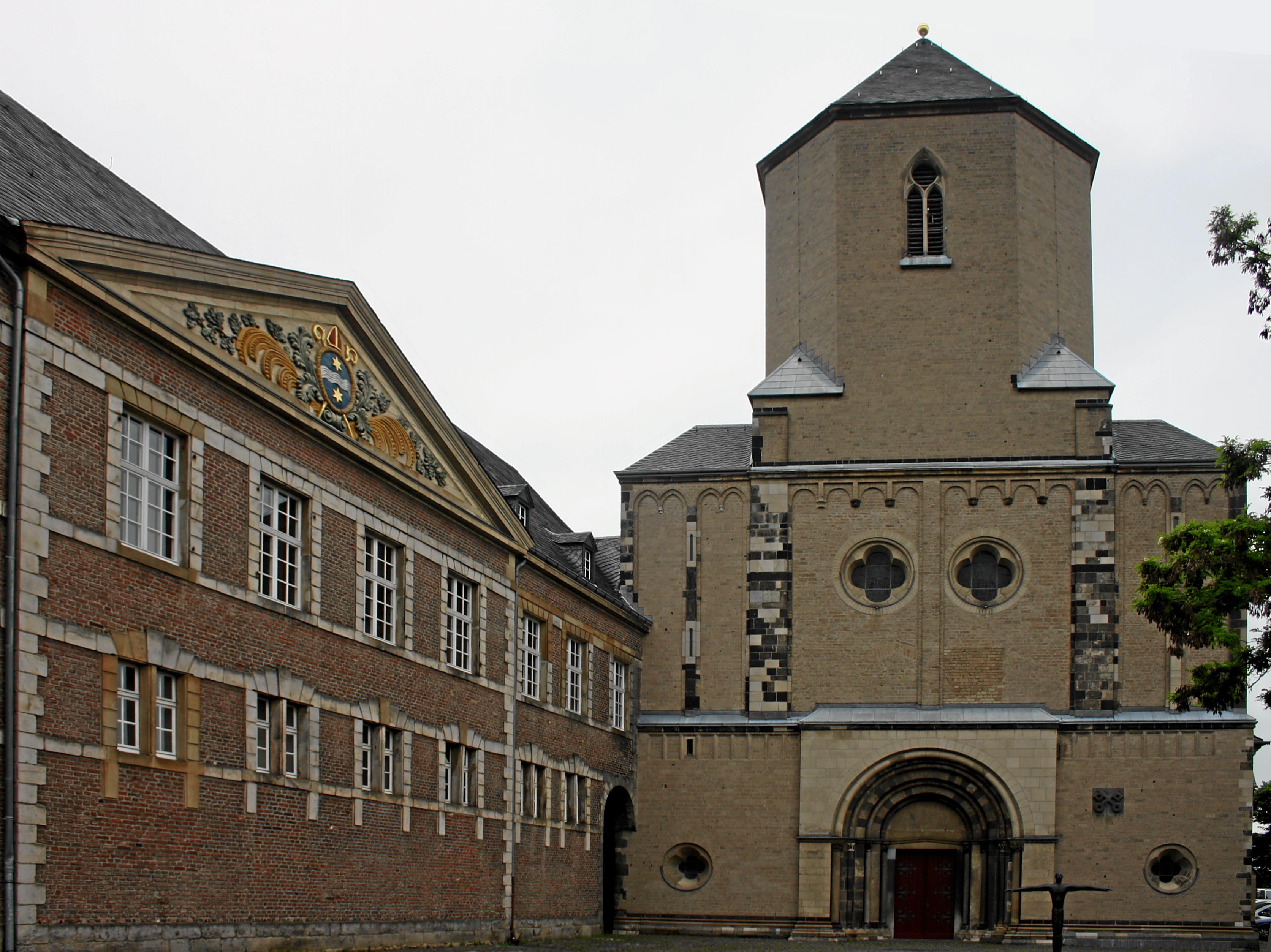
Rathaus (früher Abtei) und St.-Vitus-Münster

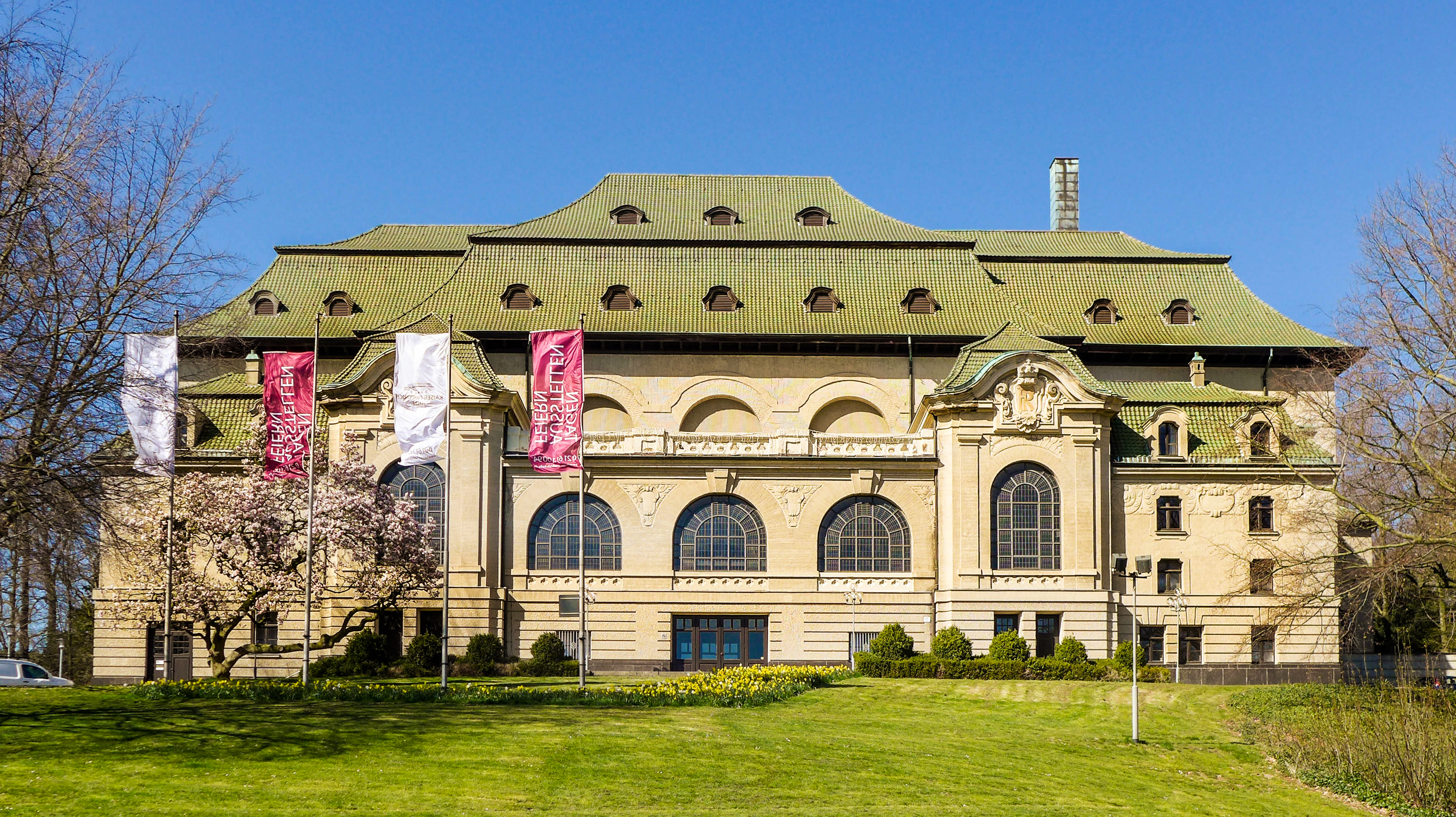
Kaiser-Friedrich-Halle

Mönchengladbach ist eine kreisfreie deutsche Großstadt im Westen Nordrhein-Westfalens. Die als Oberzentrum eingestufte Stadt liegt im Regierungsbezirk Düsseldorf, sie ist außerdem Teil der Metropolregion Rhein-Ruhr. Das Stadtgebiet von Mönchengladbach erstreckt sich nördlich der Niersquelle, das Mönchengladbacher Stadtzentrum befindet sich rund 25 Kilometer westlich der nordrhein-westfälischen Landeshauptstadt Düsseldorf.
Die Stadt Mönchengladbach besteht in ihren heutigen Grenzen seit der Gebietsreform, die am 1. Januar 1975 in Kraft trat, nachdem die (alte) kreisfreie Stadt Mönchengladbach mit der kreisfreien Stadt Rheydt und der Gemeinde Wickrath (Kreis Grevenbroich) zur neuen kreisfreien Stadt Mönchengladbach vereinigt wurde.
Die Einwohnerzahl stieg im Jahr 1921 erstmals auf über 100.000. Am 31. Dezember 2024 betrug die Einwohnerzahl der Gesamtstadt laut dem Statistischen Landesamt des Landes Nordrhein-Westfalen 267.213.
Mit Mönchengladbach Hauptbahnhof und Rheydt Hauptbahnhof hat Mönchengladbach als einzige Stadt Deutschlands zwei Hauptbahnhöfe und erhielt damit einen Eintrag ins Guinness-Buch der Rekorde.

## Geographie

### Lage und Umgebung
Mönchengladbach liegt etwa 16 Kilometer westlich des Rheins im Niederrheinischen Tiefland am Ostabfall der Schwalm-Nette-Platte gegen die lössbedeckte Kempen-Aldekerker-Platte und die Niersniederung. Obwohl Mönchengladbach größtenteils im Flachland liegt, sind der Süden (Stadtteil Odenkirchen) und das Stadtzentrum (um Bökelberg und Abteiberg) vergleichsweise hügelig. Diese Hügelketten beschränken sich aber auf das Innere der Stadt. Große Teile des Stadtgebietes sind von Wäldern und Parks bedeckt. Der Hardter Wald und Teile Rheindahlens im Westen gehören zum Naturpark Maas-Schwalm-Nette.
Der höchste Punkt ist die mit 133 m ü. NN nach dem Zweiten Weltkrieg aus Trümmern aufgeschüttete Rheydter Höhe. Der niedrigste Punkt sind die Nierswiesen im Stadtteil Donk mit 35 m ü. NN. Die Länge der Stadtgrenze beträgt 86 Kilometer. Die größte Nord-Süd-Ausdehnung beträgt 17; die größte West-Ost-Ausdehnung 18 Kilometer. Der Mittelpunkt des Stadtgebiets liegt im Stadtteil Pongs.

#### Naturräumliche Zuordnung
Das Stadtgebiet ist Teil der naturräumlichen Großregionen Niederrheinisches Tiefland (57) und Niederrheinische Bucht (55).
Folgende Teil-Naturräume befinden sich im Stadtgebiet:
- 57 Niederrheinisches Tiefland
  - 571 Schwalm-Nette-Platte
    - 571.2 Mönchengladbach-Rheindahlener Lehmebene

  - 573 Kempen-Aldekerker Platten (Niersplatten)
    - 573.0 Straelen-Grefrath-Mönchengladbacher Terrassen
      - 573.02 Mönchengladbacher Terrasse

- 55 Niederrheinische Bucht
  - 554 Jülicher Börde
    - 554.22 Bedburdycker Lößplatte
    - 554.23 Erkelenzer Lößplatte

### Gewässer

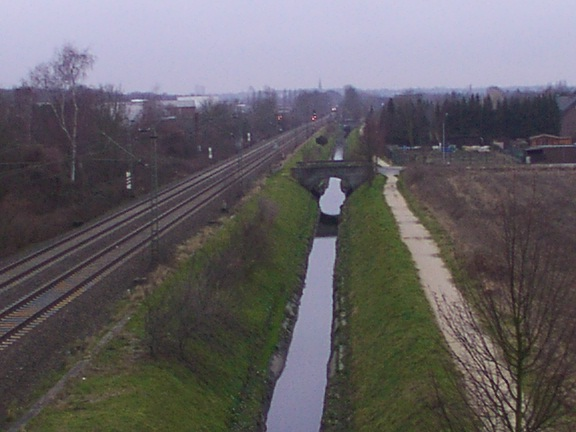
Der Gladbach im Osten der Stadt

Alle in Mönchengladbach entspringenden Gewässer (bzw. solche, die früher dort entsprungen sind) werden vom Braunkohletagebau – Garzweiler II – beeinflusst, der südlich von Mönchengladbach stattfindet. Das Gebiet nähert sich Mönchengladbach; die Umweltauswirkungen sind erheblich.

#### Gladbach
Der Gladbach, welcher der Stadt ursprünglich den Namen gab, hatte seine Quelle im Ortsteil Waldhausen in oder nahe der ehemaligen Brauerei Hensen. Heute ist diese versiegt. Der Gladbachkanal, der ursprünglich auch von der Gladbachquelle gespeist wurde, verläuft entlang des alten Bachbetts zum großen Teil unterirdisch und mündet im Osten der Stadt in die Niers. Zu sehen ist er in Lürrip bis zur Mündung in die Niers. Im Stadtgebiet wird der Verlauf des ehemaligen Gladbachs durch Schilder gekennzeichnet.

#### Niers
Den Süden und Osten des Stadtgebietes durchfließt die Niers, die früher wenige hundert Meter südlich der Stadtgrenze zu Erkelenz bei Kuckum im Kreis Heinsberg entsprang. Infolge der Sümpfungsmaßnahmen im Zuge des Tagebaus Garzweiler II und des damit verbundenen Wegfalls des Ortes Kuckum wurde die Niersquelle im April 2006 auf die Mönchengladbacher Golfsportanlage verlegt. Seitdem entspringt die Niers im Wasserhindernis zwischen den Bahnen 12 und 17 und gelangt dann quer über die Fairways der Bahnen 18 und 1 wieder in ihr altes Flussbett. Die Niers verlässt das Stadtgebiet im Norden der Stadt an der Grenze zu Viersen unweit der Trabrennbahn und mündet weiter nördlich, bei Gennep in den Niederlanden, in die Maas.

#### Schwalm
Südwestlich der Stadtgrenze (in Wegberg) entspringt die Schwalm. Sie mündet bei Swalmen in den Niederlanden in die Maas. Einer der Flüsse, der auf Mönchengladbacher Stadtgebiet entspringt und in die Schwalm mündet, ist der Knippertzbach.

### Nachbargemeinden
Folgende Städte und Gemeinden grenzen an die Stadt Mönchengladbach. Sie werden im Uhrzeigersinn, beginnend im Nordwesten genannt:
Schwalmtal, Viersen und Willich (alle Kreis Viersen), Korschenbroich und Jüchen (Rhein-Kreis Neuss) sowie Erkelenz und Wegberg (Kreis Heinsberg).

### Stadtgebiet und Stadtgliederung
Das Stadtgebiet Mönchengladbachs besteht seit 2009 aus vier (vorher zehn) Stadtbezirken, die in 44 Stadtteile unterteilt sind. In jedem Stadtbezirk gibt es eine Bezirksvertretung unter Vorsitz eines Bezirksvorstehers. Die Bezirksvertretungen sind zu wichtigen, den Stadtbezirk betreffenden Angelegenheiten zu hören und werden bei jeder Kommunalwahl neu gewählt.

#### Die Stadtbezirke mit ihren zugehörigen Stadtteilen
Stadtbezirke und Stadtteile:
- Nord: Am Wasserturm, Dahl, Eicken, Gladbach, Hardt-Mitte, Hardter Wald, Ohler, Venn, Waldhausen, Westend, Windberg
- Ost: Bettrath‑Hoven, Bungt, Flughafen, Giesenkirchen‑Mitte, Giesenkirchen‑Nord, Hardterbroich‑Pesch, Lürrip, Neuwerk‑Mitte, Schelsen, Uedding
- Süd: Bonnenbroich‑Geneicken, Geistenbeck, Grenzland‑Stadion, Heyden, Hockstein, Mülfort, Odenkirchen‑Mitte, Odenkirchen‑West, Pongs, Rheydt, Sasserath, Schloss Rheydt, Schmölderpark, Schrievers
- West: Hauptquartier, Hehn, Holt, Rheindahlen‑Land, Rheindahlen‑Mitte, Wanlo, Wickrath-Mitte, Wickrath‑West, Wickrathberg

Weitere Informationen zum Thema befinden sich in der Liste der Stadtbezirke und Stadtteile von Mönchengladbach.

#### Katasterflächen
| Siedlungsflächen | 6.270 ha  | 036,8 % |
| Verkehrsflächen  | 2.096 ha  | 012,3 % |
| Freiraum         | 8.680 ha  | 050,9 % |
| Gesamtfläche     | 17.045 ha | 100,0 % |

## Stadtgeschichte

### Name
Seit dem 10. Jahrhundert sind mehr als 20 unterschiedliche Schreibweisen des Stadtnamens bekannt, u. a. Gladebach, Monichgladebach, Moenchsgladbach, Monnike Gladbeeck und Munneke Glebbek. Bis zum Ende des 19. Jahrhunderts hieß die Stadt in wechselnden Schreibweisen Gladbach. Als Gladbach am 1. Januar 1888 kreisfrei wurde, erhielt es den Namen München-Gladbach, abgekürzt M.Gladbach, um es besser von Bergisch Gladbach unterscheiden zu können. Der Name leitet sich von den seit 974 in Gladbach siedelnden Mönchen ab.
Vom 1. August 1929 bis zum 31. Juli 1933 war München-Gladbach zusammen mit Rheydt und anderen Gemeinden ein Teil der kreisfreien Stadt Gladbach-Rheydt mit etwa 200.000 Einwohnern. Nach deren Auflösung hieß es München Gladbach (ohne Bindestrich), abgekürzt wiederum M.Gladbach.
Am 20. Dezember 1950 wurde die Vollform des Namens in Mönchen Gladbach geändert, um Verwechslungen mit München zu vermeiden. Am 11. Oktober 1960 wurde die heute gebräuchliche Zusammenschreibung Mönchengladbach eingeführt, die auch bei der erneuten Zusammenlegung aufgrund des Düsseldorf-Gesetzes am 1. Januar 1975 mit Rheydt und Wickrath gewählt wurde; diese Schreibweise war in der Bevölkerung umstritten.

### Erste menschliche Spuren

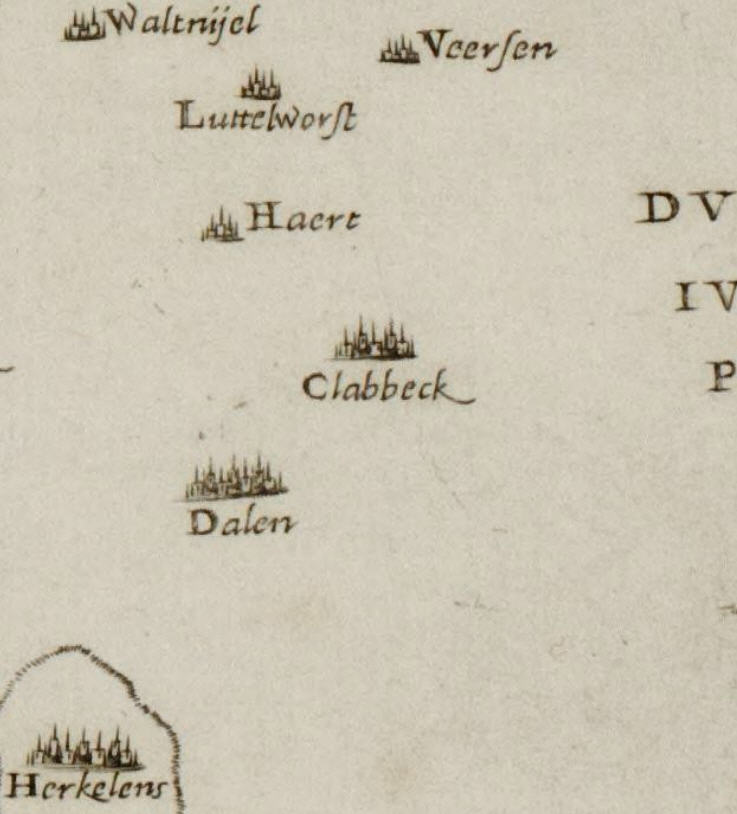
1563: Gladbach (Clabbeck) mit Rheindahlen (Dalen) und Hardt (Haert)

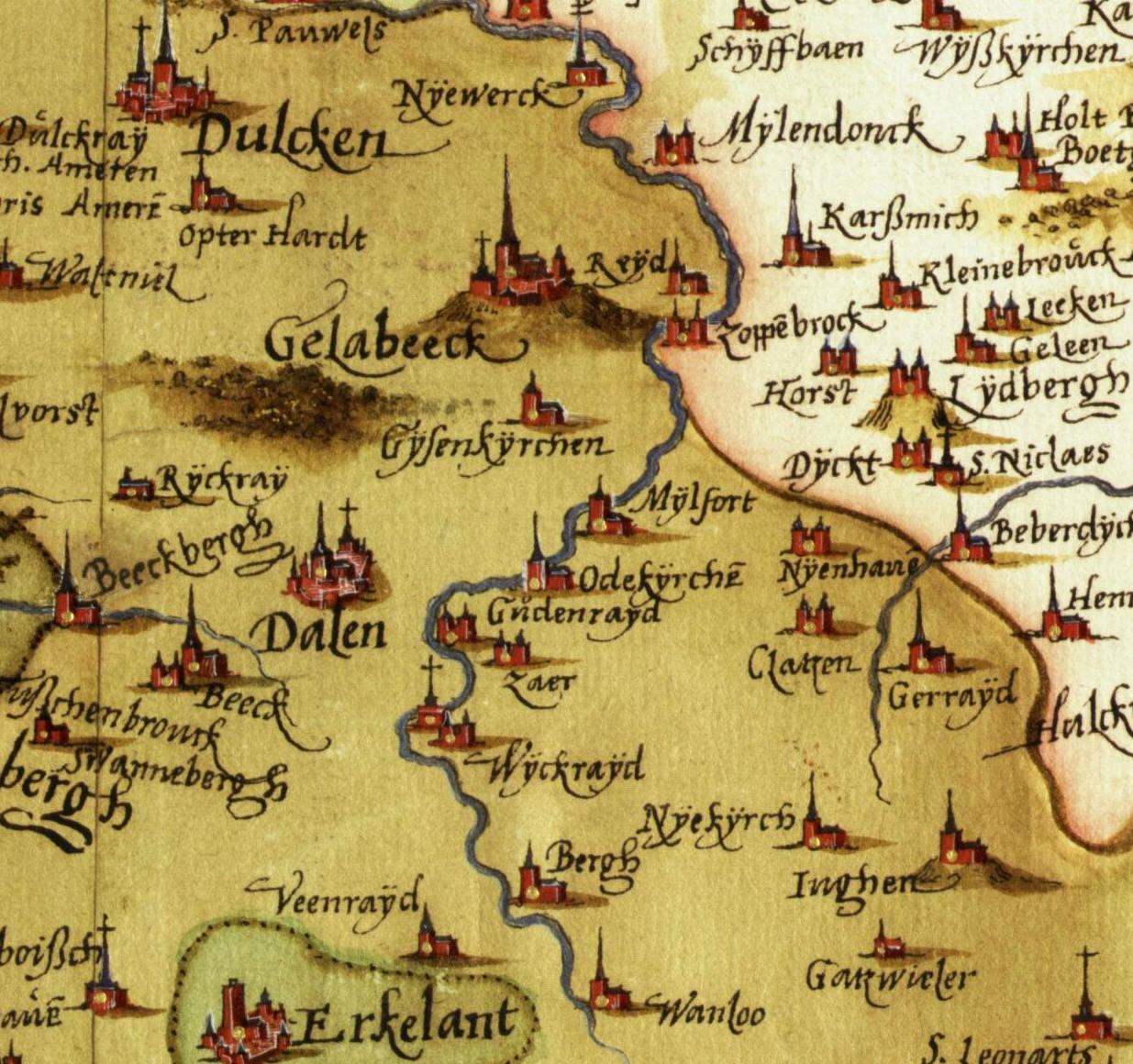
1573: Gladbach (Gelabeeck) auf dem Abteiberg

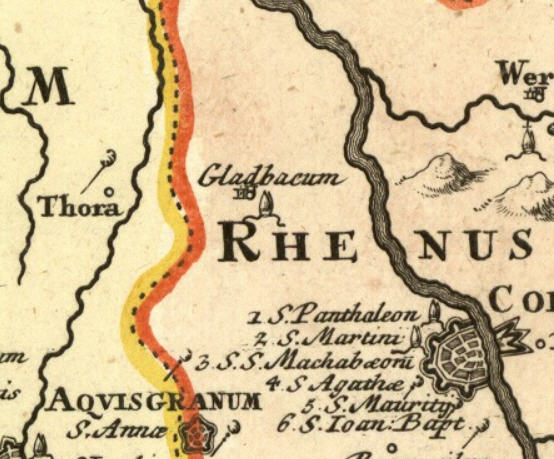
1732: Gladbach in einer der wenigen Quellen mit dem lateinischen Namen „Gladbacum“

Die ersten Siedlungen auf dem Gebiet Mönchengladbachs sind etwa 300.000 bis 400.000 Jahre alt und zeigen Nachweise des späten Homo erectus (= Homo heidelbergensis) und des Neandertalers. Fundstellen sind vor allem im südlichen Teil des heutigen Stadtgebietes im Umfeld der Niers und südöstlich von Schloss Rheydt entdeckt worden.

### Frühgeschichte
Im Jahr 2013 haben Forscher südlich von Schloss Rheydt, auf der ehemaligen rechten Seite der Niers, eine Siedlung aus der Altsteinzeit gefunden, die zeigt, dass vor 13.500 Jahren Menschen im Umfeld der Niers von der Jagd lebten.
Aus der Jungsteinzeit und der Bronzezeit sind zahlreiche Hügelgräber im Hardterwald erhalten, die bereits einer bäuerlichen Kultur angehörten. Weitere Funde wurden vor allem in der Umgebung von Mülfort, Wickrathberg, Giesenkirchen-Nord, Giesenkirchen-Mitte, Wanlo und Rheindahlen gemacht. Um 50 v. Chr., beim Eintreffen der ersten römischen Truppen unter Cäsar, war das keltische Gebiet, vermutlich zu den Eburonen gehörig, auf einmal unbesiedelt, vermutlich war die Bevölkerung durch die Römer ermordet worden.

### Römische Besiedlung
Zur Römerzeit gehörte das heutige Stadtgebiet zur Provinz Germania inferior. Es existierte vom 1. bis 3. Jahrhundert mit dem Vicus Mülfort ein römisches Straßendorf. Über die sumpfige Niers führte eine Furt und es gab Straßenverbindungen ins römische Neuss und an die Maas. Nach der Zerstörung des römischen Dorfes durch die Franken 352 n. Chr. war das Gebiet unbesiedelt.

### Mittelalter und frühe Neuzeit
Um etwa 800 n. Chr. siedelten sich Franken im Gebiet des heutigen Odenkirchen-Sasserath, Wickrath und auf dem Abteiberg an. Im Jahr 974 kam es zum Bau des Gladbacher Münsters und der Gründung einer Abtei durch den Kölner Erzbischof Gero und seinen Begleiter, den Trierer Mönch Sandrad. Der Bau der ersten Klosterkirche fand neben dem Ort statt, an dem 954 die Ungarn die von Balderich, einem Vornehmen des Reiches, kurz vor 800 erbaute Kirche zerstört hatten.

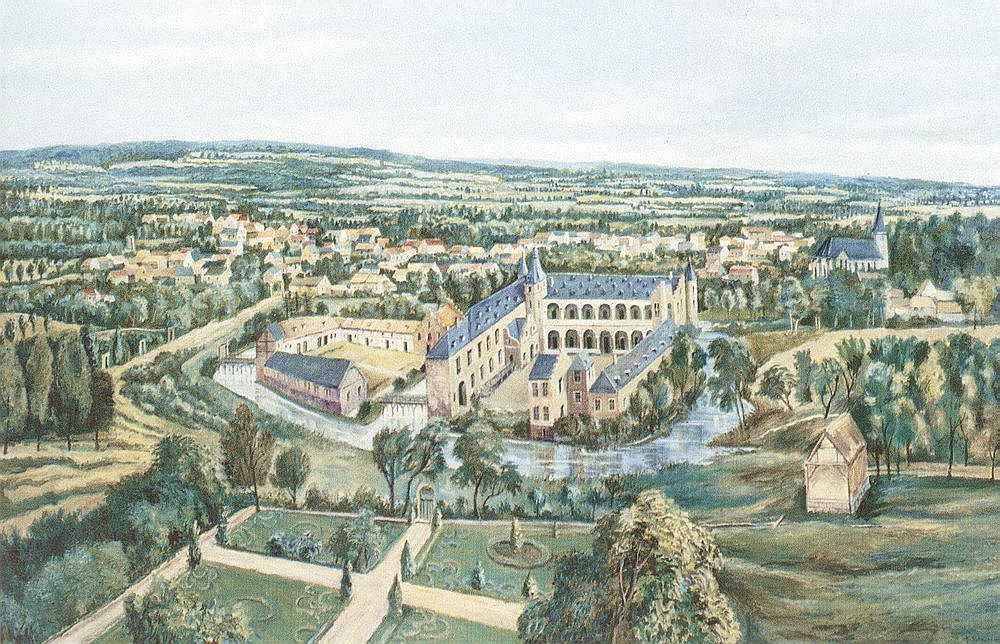
Burg und Herrlichkeit Odenkirchen von Nordwesten um 1680, Gemälde von Gebhard Schwermer (1874)

Die Mönche trieben eine Besiedlung voran und legten dazu im 12. Jahrhundert nördlich der Kirche einen Markt an. Handwerker und Gewerbetreibende ließen sich in der Folgezeit hier nieder. Stadtrechte wurden in den Jahren 1364 bis 1366 erteilt. Die Stadt erhielt eine steinerne Stadtmauer, die von den Bürgern zu unterhalten war (Reste davon sind noch am Geroweiher erhalten, ebenso der Dicke Turm, ein Wehrturm am Waldhausener Berg und an der Rückseite des Kapuzinerplatzes). Bis Ende des 18. Jahrhunderts gehörte die Stadt zum Amt Grevenbroich im Herzogtum Jülich.

### Franzosenzeit

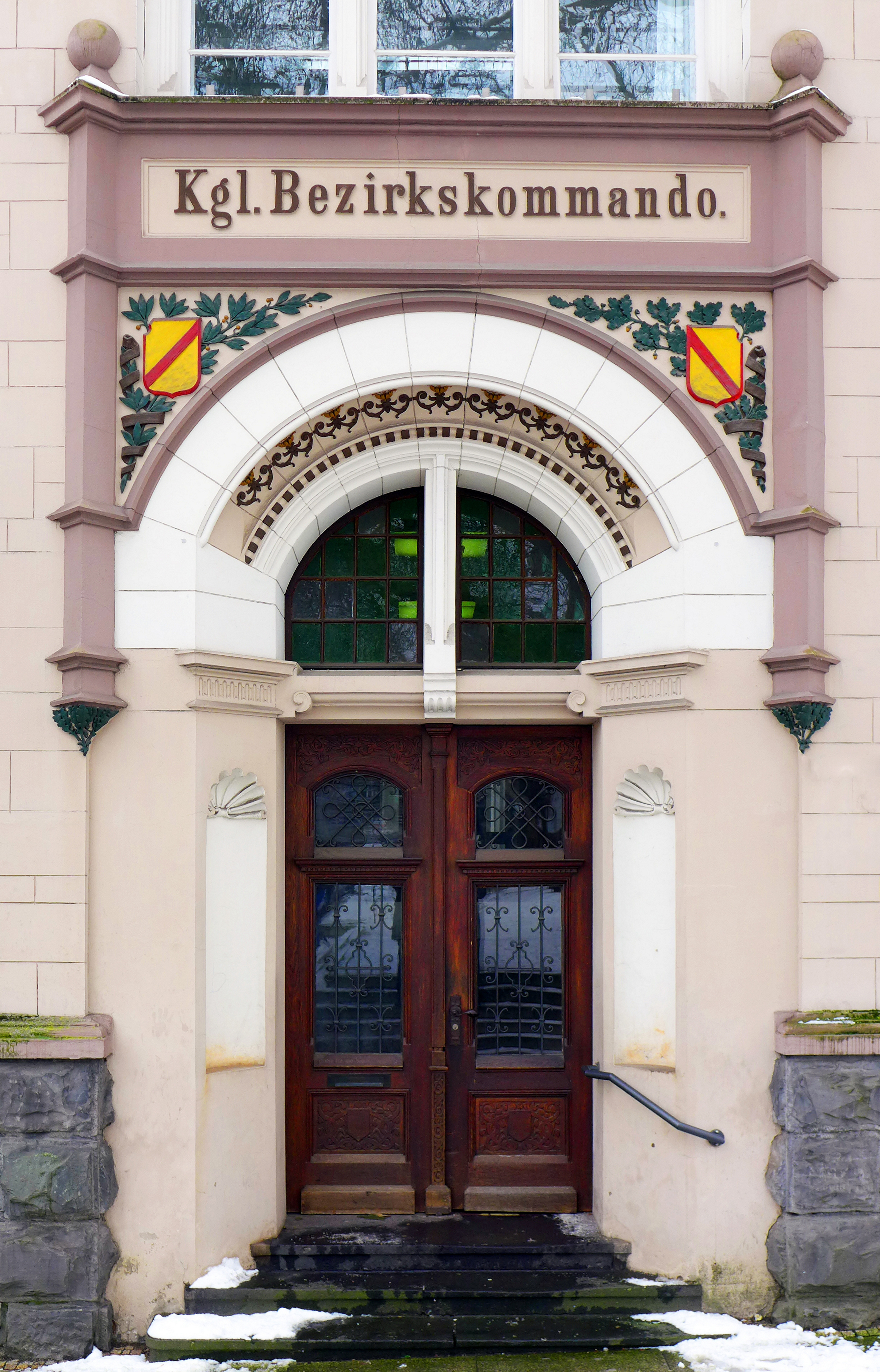
Portal des ehemaligen Königlichen Bezirkskommandos Rheydt

Gladbach, Rheydt und Wickrath (~ 1760)

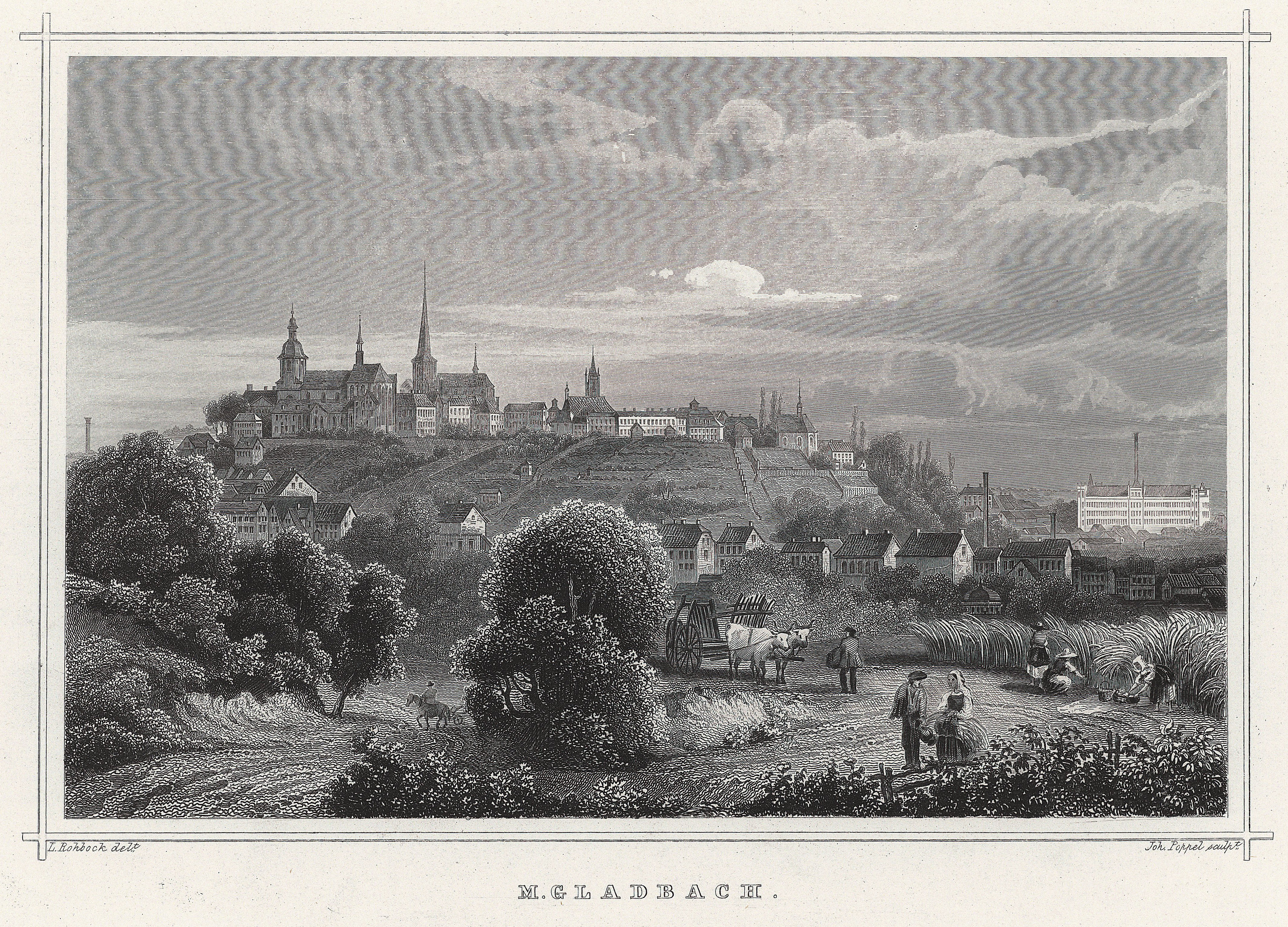
Blick auf die Stadt in den 1850er Jahren

Am 4. Oktober 1794 marschierten, während der Franzosenzeit, französische Revolutionstruppen in das Stadtgebiet ein. Einen Tag zuvor war die Festung Jülich übergeben worden. Als im Jahr 1801 der deutsche Kaiser Franz II. im Frieden von Lunéville das linke Rheinufer an Frankreich abtrat, wurde Gladbach den französischen Religionsgesetzen unterworfen. Die Abtei wurde aufgelöst; die letzten 31 Mönche verließen das Kloster am 31. Oktober 1802. Die bedeutende, über die Grenzen Deutschlands hinaus bekannte Bibliothek der Abtei wurde zu großen Teilen geraubt oder vernichtet. Von 1798 bis 1814 gehörte die Mairie Gladbach zum Kanton Neersen im Arrondissement de Crévelt im französischen Département de la Roer.

### Preußische Zeit
Durch die Entscheidungen des Wiener Kongresses kam Gladbach Jahr 1815 zu Preußen. Es war Sitz des Kreises Gladbach. In diesem Zuge wurde Gladbach auch Sitz der gleichnamigen Bürgermeisterei, die 1859 in die Stadt Gladbach und die Bürgermeisterei Obergeburth geteilt wurde. 1861 ließ die Gesellschaft Erholung nahe dem Abteiberg das Haus Erholung bauen.
Der am 24. Oktober 1890 in Köln gegründete Volksverein für das katholische Deutschland wählte M. Gladbach als Sitz. 1907 wurde die Bürgermeisterei Obergeburth in Bürgermeisterei München-Gladbach-Land umbenannt. Als Stadtkreis und Kreisstadt im preußischen Regierungsbezirk Düsseldorf hatte die Stadt 1919 64.031 Einwohner und war Sitz eines Amtsgerichts, einer Handelskammer, eines Gymnasiums und eines Realgymnasiums, eines Lykeions mit Aufbau, einer höheren Fachschule für Textilindustrie sowie des Volksvereins für das katholische Deutschland. Sie bildete mit dem südlich angrenzenden Rheydt einen geschlossenen Wohnplatz von rund 130.000 Bewohnern. Sie war Hauptsitz der rheinischen Textilindustrie (unter anderem Baumwollspinnereien, Webereien, Färbereien) sowie Standort von Eisengießereien und Maschinenfabriken. Die Landgemeinde München-Gladbach hatte 22.614 Einwohner.
Im Jahr 1921 wurden die Stadt Rheindahlen, die Bürgermeisterei München-Gladbach-Land und Neuwerk mit der Stadt München-Gladbach vereinigt. 1929 wurde München-Gladbach mit Rheydt und anderen Gemeinden (unter anderem Rheindahlen, Hardt, Giesenkirchen und Odenkirchen) zur Doppelstadt Gladbach-Rheydt vereinigt (Gesetz über die kommunale Neugliederung des rheinisch-westfälischen Industriegebiets).
Rheydt wurde 1933 auf Betreiben des Reichspropagandaministers Joseph Goebbels, der ein gebürtiger Rheydter war, wieder eine eigenständige Stadt. Danach hieß Alt-München-Gladbach offiziell München Gladbach (ohne Bindestrich) oder kurz M. Gladbach.

### Zweiter Weltkrieg
Am 10. Mai 1940 begann die Wehrmacht den Westfeldzug; sie fiel in die Benelux-Staaten ein. Die Bahnstrecke Aachen–Mönchengladbach wurde dabei von der Wehrmacht für den Transport von Truppen und Fahrzeugen benutzt.
In der Nacht zum Pfingstsonntag (11./12. Mai) 1940 flogen Flugzeuge der Royal Air Force (RAF) Luftangriffe auf 15 Einzelziele im Raum Aachen-Mönchengladbach-Düsseldorf-Viersen. Das erste Bombardement traf Mönchengladbach, vier Menschen starben. Der Angriff richtete sich () gegen die Stadt und war der Beginn des Flächenbombardements der Royal Air Force gegen deutsche Städte.
Der schwerste Großangriff des Zweiten Weltkriegs auf München-Gladbach und Rheydt fand in der Nacht vom 30. auf den 31. August 1943 statt. Beim letzten Großangriff am 1. Februar 1945 wurden aus 160 Flugzeugen 1200 Spreng- und 65.000 Brandbomben abgeworfen. Zum Kriegsende waren beide Städte zu etwa zwei Dritteln zerstört; rund 2000 Zivilisten starben bei den Luftangriffen.
Im Zeitraum vom 26. Februar bis zum 1. März 1945 besetzten Soldaten der 9. US-Armee von Süden aus das Gebiet des heutigen Mönchengladbach. Am 1. März besetzten sie es fast kampflos.
Sie stießen im Rahmen der Operation Grenade von der Rur zum Rhein vor.
Vom 4. März bis zum 2. April 1945 war im Grenzlandstadion eine Krankenhauseinheit mit 750 mobilen Betten stationiert, das 41st Evacuation Hospital.
Im April 1945, kurz vor der Kapitulation der Wehrmacht, errichteten US-Soldaten zwischen Mongshof, Wickrathberg und Hochneukirch das neun Quadratkilometer große Kriegsgefangenenlager Wiesenlager Wickrathberg, das später auch unter Führung der britischen Rheinarmee stand. Dort lebten bei voller Belegung mindestens 150.000 deutsche Kriegsgefangene. Sie verbrachten die gesamte Zeit unter sehr harten Bedingungen im Freien und schliefen hauptsächlich in selbst gegrabenen Erdlöchern. Die Verpflegung war unzureichend. Zeugen sprachen von bis zu 20 Todesfällen am Tag und von insgesamt 226 Toten. Die genaue Zahl der Todesopfer ist unbekannt. Das Lager existierte von April bis September 1945.

### Nachkriegszeit bis heute
Nach dem Krieg erlangte in beiden Städten die Textilindustrie langsam wieder an Bedeutung; später wurde sie durch den Maschinenbau ergänzt. Im Jahr 1974 hatte die Stadt insgesamt 147.567 Einwohner, davon Alt-Mönchengladbach 81.756 (hiervon wiederum Stadtmitte 58.511 und Volksgarten 23.245), Rheindahlen 27.707, Hardt 17.142 und Neuwerk 20.962. Im Zuge der Gebietsreform in Nordrhein-Westfalen wurden 1975 Mönchengladbach, Rheydt und die Gemeinde Wickrath zusammengelegt.

## Religion

### Konfessionsstatistik
Laut dem Zensus 2011 waren 51,9 % der Bevölkerung Mönchengladbachs katholisch, 18,3 % evangelisch und 29,8 % gehörten einer sonstigen oder keiner öffentlich-rechtlichen Glaubensgemeinschaft an. Gemäß dem Zensus 2022 waren (Stand Mai 2022) 41,4 % der Einwohner katholisch, 14,6 % evangelisch und 44,1 % waren konfessionslos, gehörten einer anderen Glaubensgemeinschaft an oder machten keine Angabe. Der Anteil der evangelischen und katholischen Kirchenmitglieder an der Gesamtbevölkerung ist seitdem gesunken. Ende Dezember 2024 hatte Mönchengladbach nach Recherchen der Forschungsgruppe Weltanschauungen in Deutschland 276.430 Einwohner, wovon 37,65 % der römisch-katholischen Kirche angehörten, 13,1 % der evangelischen und 49,2 % gehörten entweder einer anderen oder gar keiner Glaubensgemeinschaft an.
Von den 40 deutschen Großstädten mit über 200.000 Einwohnern hatten Ende 2024 lediglich noch zwei eine (teilweise sehr knappe) Mehrheit an evangelischen und katholischen Kirchenmitgliedern (Mönchengladbach und Münster). Beide sind traditionell mehrheitlich katholisch.
Die Statistik des Bistums Aachen wies für das Jahr 2023 für die Stadt Mönchengladbach einen Rückgang von 2,25 % der Gesamtbevölkerung an Katholiken aus und für das Jahr 2024 einen Rückgang von 1,4 Prozentpunkt.
Nach einer Berechnung aus den Zensuszahlen für die Personen mit Migrationshintergrund lag der Bevölkerungsanteil der Muslime in Mönchengladbach 2011 bei 7,7 % (rund 19.600 Personen).

### Christentum

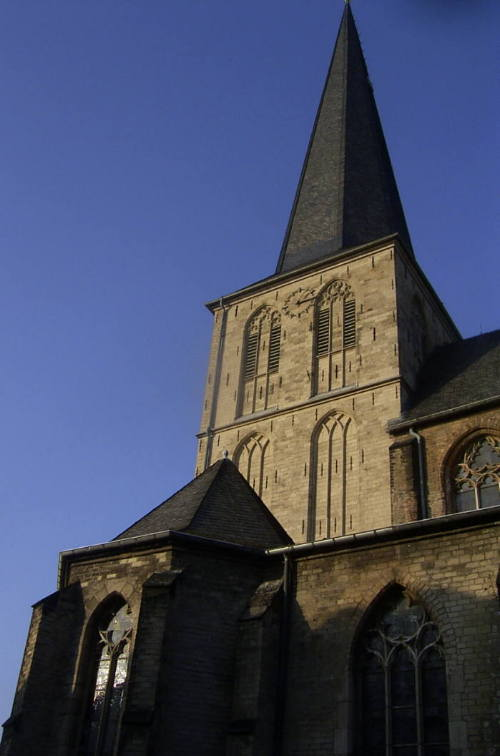
Die Citykirche (ehemals Hauptpfarrkirche) St. Mariä Himmelfahrt in Mönchengladbach

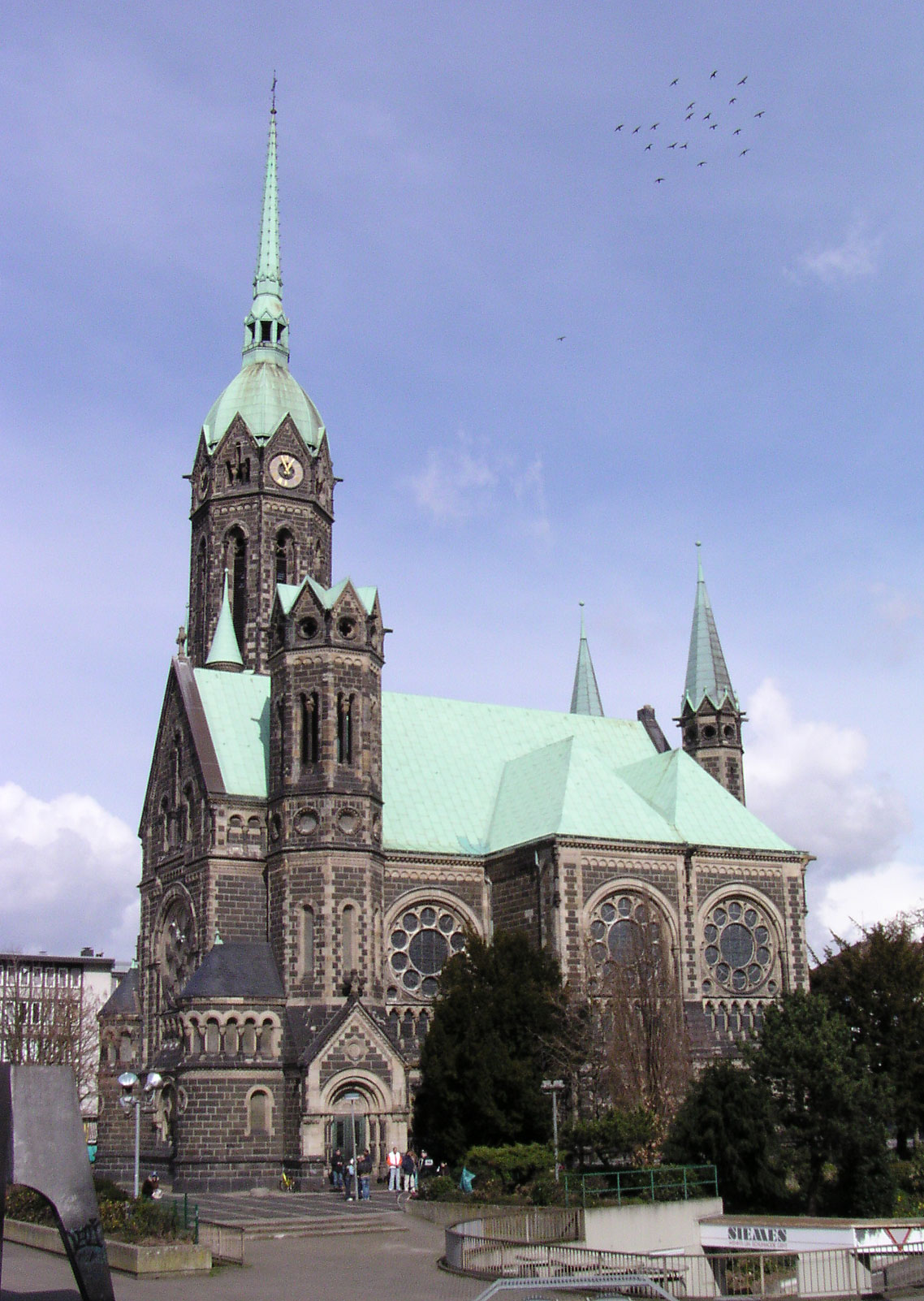
Evangelische Hauptkirche Rheydt

Mönchengladbach und Rheydt gehörten anfangs zum Bistum Lüttich. Unter Erzbischof Everger von Köln († 999) kam das Gebiet zum Erzbistum Köln und war dem Archidiakonat des Propstes der Stiftskirche St. Viktor in Xanten, Dekanat Süchteln unterstellt. Die Abtei Gladbach war jedoch relativ autonom und übte über die Stadt Gladbach die kirchlichen Rechte aus. Bis 1802, als auch das Franziskanerinnenkloster St. Alexandri aufgelöst wurde, verblieb das Gebiet beim Erzbistum Köln. In Gladbach konnte die Reformation nach reformiertem Bekenntnis zwar zunächst Fuß fassen, sich dann aber wegen des Widerstands des Abtes nicht durchsetzen, so dass Gladbach eine überwiegend katholische Stadt blieb. Im 16. und 17. Jahrhundert bestand in der Stadt jedoch noch eine radikal-reformatorische Täufergemeinde, die trotz mehrerer Konfiskationen und Ausbürgerungen noch bis zur letzten Vertreibungswelle 1722 Bestand hatte. Die den hochdeutschen Mennoniten zugerechnete Gemeinde soll unter anderem die Weberei in Gladbach eingeführt haben. Stimmen in der Stadt, die Täufer aus wirtschaftlichen Gründen in Gladbach zu tolerieren, fanden keine Umsetzung. Die anderen Protestanten konnten zu Beginn des 17. Jahrhunderts in der „Halle“ auf dem Markt ihre Gottesdienste abhalten. 1684 konnten sie an der Ostseite der Stadt vor der Stadtmauer auch eine Kirche bauen; diese wurde 1857 abgebrochen. Der Neubau der heutigen Christuskirche in der Kapuzinerstraße erfolgte bis 1852. Gegen Ende des 19. Jahrhunderts waren etwa 80 Prozent der Bevölkerung katholisch und 20 Prozent waren Protestanten.
Anders war es in Rheydt: Die reformatorische Bewegung setzte dort um 1550 ein. 1560 gab es reformierte Geistliche. 1632 traten die Pfarrer und die Gemeinde in Rheydt auf Druck des protestantischen Herrscherhauses Jülich zum Protestantismus über. Sie unterstanden der Jülicher Provinzialsynode und dem Gladbacher Quartier. Daher war Rheydt eine überwiegend protestantische Stadt. Hier zogen im 19. Jahrhundert im Zuge der Industrialisierung vermehrt Katholiken zu, so dass das Zahlenverhältnis beider Konfessionen relativ ausgeglichen war; später veränderte sich dies stark zugunsten der Katholiken.
Im Jahr 1802 wurden die katholischen Pfarrgemeinden dem neu gegründeten Bistum Aachen zugeordnet, das jedoch 1821/1825 bereits wieder aufgehoben wurde, so dass das Gebiet Gladbach/Rheydt ab 1821 erneut zum wiedererrichteten Erzbistum Köln kam. 1930 wurde es dem wieder neuerrichteten Bistum Aachen zugeordnet. Mönchengladbach und Rheydt wurden Sitze von Dekanaten und heute gehören alle Pfarrgemeinden der Stadt Mönchengladbach zur Region Mönchengladbach. Hauptkirche der Stadt ist das Mönchengladbacher Münster.
Mit dem Übergang des Herzogtums Jülich an Preußen 1815 wurden die protestantischen Gemeinden Gladbach und Rheydt sowie die Gemeinden der heutigen Stadtteile Mönchengladbachs Glieder der evangelischen Kirche in Preußen beziehungsweise deren rheinischer Provinzialkirche. Gladbach wurde Sitz eines Superintendenten, aus dem später der Kirchenkreis Gladbach (heute Gladbach-Neuss) innerhalb der evangelischen Kirche im Rheinland hervorging. In den 1960er Jahren wurden die Kirchengemeinden Mönchengladbach und Rheydt in mehrere Kirchengemeinden aufgeteilt. Alle Kirchengemeinden der heutigen Stadt gehören jedoch zum Kirchenkreis Gladbach-Neuss, der aber auch Gemeinden außerhalb der Stadt Mönchengladbach umfasst. Evangelische Kirchengemeinden im Stadtgebiet sind heute die Gemeinden folgender Kirchen: Christuskirche, Friedenskirche, Großheide, Hardt, Odenkirchen, Rheindahlen (Martin Luther), Rheydt und Wickrathberg.
Am 4. September 2009 wurde die Jugendkirche Rheydt offiziell eröffnet. Ihr Mittelpunkt ist das Haus der Jugendkirche im Zentrum von Mönchengladbach-Rheydt. Hier werden die punktuelle Jugendarbeit und die Kräfte aus den verschiedenen Bezirken unter einem Dach gebündelt. Das Haus der Jugendkirche ist ein ehemaliges Schwesternwohnheim und gehört zur Evangelischen Kirchengemeinde Rheydt.
Folgende Freikirchen sind in Mönchengladbach vertreten: seit 1867 eine Evangelisch-Freikirchliche Gemeinde (Baptisten), eine Christengemeinde (eine Pfingstgemeinde im BFP), sowie die Siebenten-Tags-Adventisten. Weiterhin hat die Freie evangelische Gemeinde, kurz FeG, ein Gemeindegründungsprojekt mit zwischenzeitlich regelmäßigen Gottesdiensten in Mönchengladbach. Die Gemeinde der Evangelisch-methodistischen Kirche wurde 2009 aufgelöst.
Zudem gibt es weitere christliche religiöse Vereinigungen: die Christengemeinschaft, die Neuapostolische Kirche, die Mormonen (Kirche Jesu Christi der Heiligen der Letzten Tage) und die Christadelphians.

### Judentum
Seit dem 18. Jahrhundert bis in die 1930er Jahre bestand in Wickrath und Odenkirchen eine jüdische Gemeinde. Im 19. Jahrhundert existierte jeweils eine Synagoge in Mönchengladbach, Wickrathberg, Rheydt und Odenkirchen. Im Novemberpogrom 1938 wurden sie zerstört. Nach dem Zweiten Weltkrieg bildete sich in Mönchengladbach wieder eine jüdische Gemeinde. 1967 wurde ein neues Gemeindezentrum mit einer Synagoge eingeweiht (Gemeindehaus mit Gebetssaal).

### Islam
In den vergangenen Jahrzehnten bildete sich auch eine größere muslimische Gemeinde in Mönchengladbach, bestehend vor allem aus Einwanderern aus muslimischen Ländern und deren Nachkommen. Moscheen betreiben die islamischen Verbände Türkisch-Islamische Union der Anstalt für Religion/DITIB (Diyanet Merkez Camii/Zentrum-Moschee), Verband der Islamischen Kulturzentren/VIKZ und Millî Görüş/IGMG (Hz.-Bilal-Moschee) sowie die Vereine ar-Rahman (auf Arabisch), Nimet Vakfi (Dergah), Islamischer Kulturverein der Roma sowie IAIK Masjid Hijrat e. V. (auf Pashto und Dari). Den örtlichen Aleviten wurde 2012 die bis dahin evangelisch-methodistische Kreuzkirche als neuer Cem-Gemeindesaal übereignet. Im Jahr 2011 verhinderte eine Bürgerinitiative nach langen Auseinandersetzungen in Mönchengladbach-Eicken die Eröffnung einer radikalen salafistischen Moschee.

## Eingemeindungen
Die französische Besatzung bildete im Jahr 1798 aus dem alten, ehemals zum Herzogtum Jülich gehörenden Amt Gladbach mit der Stadt Gladbach im Kanton Neersen fünf Bürgermeistereien, damals auch als Mairien bezeichnet:
- Gladbach, bestehend aus der damaligen Stadt Gladbach
- Obergeburth, bestehend aus den Honschaften Dahl, Ohler, Holt, Hehn, Winkeln, Venn, Großheide, Windberg, Waldhausen, Hamern, Rönneter, Poeth, Beltinghoven sowie dem Weiler Speick[41]
- Oberniedergeburth, bestehend aus den Honschaften Eicken, Üdding, Lürrip, Bungt, Hardterbroich und Pesch sowie den Weilern Fliesch und Lüpels End[41]
- Unterniedergeburth mit dem Kirchdorf Neuwerk sowie den Honschaften Bettrath, Hoven, Donk und Damm[41]
- Hardt, bestehend aus den Honschaften Hardt, Rasseln und Vorst

Auf dem heutigen Stadtgebiet wurden außerdem im Kanton Odenkirchen noch die Bürgermeistereien Dahlen, Odenkirchen, Rheydt, Schelsen, Wanlo und Wickrath eingerichtet.
Bereits zwei Jahre später, im Jahr 1800, wurde Hardt der Bürgermeisterei Gladbach zugeordnet, doch gab es bis 1. Januar 1807 noch eine eigene Verwaltungsstelle. Zum 1. Januar 1836 erhielt Hardt jedoch wieder seine Selbständigkeit und wurde um die Honschaften Hehn und Winkeln sowie den restlichen Teil von Vorst, die alle bis dahin zur Bürgermeisterei Obergeburth gehört hatten, vergrößert. Der Rest der Bürgermeisterei Obergeburth kam zur Bürgermeisterei Gladbach, ebenso die Honschaften Eicken, Hardterbroich und Teile von Lürrip, die bis dahin zur Bürgermeisterei Oberniedergeburth gehört hatten. Der Rest von Oberniedergeburth (Üdding und Lürrip teilw.) wurde mit der Bürgermeisterei Unterniedergeburth zur Bürgermeisterei Neuwerk zusammengeschlossen. Somit gab es ab 1836 im Mönchengladbacher Norden noch die drei Bürgermeistereien Gladbach, Hardt und Neuwerk. Die Bürgermeisterei Gladbach blieb zunächst in die drei Spezialgemeinden Gladbach, Oberniedergeburth und Obergeburth unterteilt. Oberniedergeburth und ein kleiner Teil von Obergeburth wurden 1858 in die Stadt Gladbach eingegliedert.
Am 26. Mai 1859 wurde für die Stadt Gladbach die Rheinische Städteordnung eingeführt. Die Bürgermeisterei Gladbach wurde dadurch aufgespalten in eine Stadtbürgermeisterei für die Stadt Gladbach und eine Landbürgermeisterei für die Gemeinde Obergeburth.
Die Stadt Gladbach wurde zum 1. Januar 1888 unter dem Namen „München-Gladbach“ kreisfrei. Zum 1. Januar 1907 wurde die Gemeinde Obergeburth in München-Gladbach-Land umbenannt, bevor sie zum 1. August 1921 mit der Gemeinde Neuwerk und der Stadt Rheindahlen (Stadtrechte seit 1354, bis 1876 nur Dahlen) nach München-Gladbach eingemeindet wurde.
Am 1. August 1929 erfolgte die Vereinigung der kreisfreien Stadt München-Gladbach mit der Gemeinde Hardt, der seit 1907 kreisfreien Stadt Rheydt, der Stadt Odenkirchen und dem Amt Schelsen (mit den Gemeinden Giesenkirchen und Schelsen) zur neuen kreisfreien „Stadt Gladbach-Rheydt“. Doch wurde diese Stadt bereits am 1. August 1933 wieder in zwei Städte aufgeteilt: Stadt „München Gladbach“ (mit Hardt) und Stadt „Rheydt“ (mit Odenkirchen, Giesenkirchen und Schelsen).
Beide Städte wurden dann im Rahmen der nordrhein-westfälischen Gebietsreform am 1. Januar 1975 unter Einbeziehung der Gemeinde Wickrath (1933 gebildet aus dem Amt Wickrath mit den Ortschaften Beckrath, Wickrathhahn, Herrath, Wickrathberg und Buchholz sowie der Gemeinde Wanlo) zur heutigen kreisfreien Stadt Mönchengladbach vereinigt.

## Einwohnerentwicklung

Einwohnerentwicklung von Mönchengladbach von 1871 bis 2018; Zahlen ab 1975 nach der Eingemeindung Rheydts und Wickraths

Im Jahr 1890 lebten in München-Gladbach rund 50.000 Menschen. Am 1. August 1921 schlossen sich die kreisfreie Stadt München-Gladbach (64.031 Einwohner 1919), die Landgemeinden München-Gladbach (22.614 Einwohner 1919) und Neuwerk (11.836 Einwohner 1919) sowie die Stadt Rheindalen (8308 Einwohner 1919) zur neuen Großstadt München-Gladbach mit etwa 110.000 Einwohnern zusammen. Am 1. August 1929 stieg durch die Eingemeindung von Rheydt (45.095 Einwohner 1925), Odenkirchen (20.023 Einwohner 1925) und weiterer Orte die Einwohnerzahl der neuen kreisfreien Stadt Gladbach-Rheydt auf rund 200.000. Nach der am 1. August 1933 erfolgten Ausgliederung der Stadt Rheydt (mit Odenkirchen, Giesenkirchen und Schelsen) und den Zerstörungen im Zweiten Weltkrieg halbierte sich die Bevölkerung der Stadt München-Gladbach im Jahr 1945 auf nur noch 106.000 Einwohner.
Am 11. Oktober 1960 erfolgte die Umbenennung in Mönchengladbach. 1968 überschritt die Einwohnerzahl der Stadt Rheydt die Grenze von 100.000, wodurch sie zur Großstadt wurde. Die Eingemeindung von Rheydt (99.963 Einwohner) und Wickrath (13.961 Einwohner) am 1. Januar 1975 brachte einen Zuwachs von 114.000 Personen auf 263.000 Einwohner. Im Jahr 1996 erreichte die Einwohnerzahl der Stadt mit 266.873 ihren bis dato historischen Höchststand. Am 30. Juni 2018 betrug die Amtliche Einwohnerzahl für Mönchengladbach nach Fortschreibung des Landesbetriebs Information und Technik Nordrhein-Westfalen 262.070 (nur Hauptwohnsitze und nach Abgleich mit den anderen Landesämtern).

## Bevölkerung
| Einwohner (EW) insgesamt                                  | 267.213 1 |
| Ausländeranteil [%]                                       | 11,4 1    |
| Bevölkerungsdichte [EW / km²]                             | 1568 1    |
| Wohnende Sozialversicherungspflichtige Beschäftigte (SvB) | 82.406 2  |
| Einpendler                                                | 37.935 2  |
| Auspendler                                                | 35.246 2  |

## Politik

### Geschichte von Rat und Oberbürgermeister
An der Spitze der Stadt Gladbach standen zunächst die Gerichtsschöffen. Ferner gab es einen Vogt als Vertreter des Landesherrn. Ab 1400 sind erstmals Bürgermeister erwähnt, von denen es zunächst sechs auf Lebenszeit gewählte gab. Diese bildeten den Magistrat. Drei waren Schöffen, die anderen drei von der Bürgerschaft gewählt. Schied ein Schöffe aus, trat der vom Amtmann ernannte Schöffe an dessen Stelle. Schied ein Mitglied der von den Bürgern gewählten Mitglieder aus, wurde aus mehreren Kandidaten ein neuer gewählt. Vom gesamten Magistrat traten zwei Bürgermeister in jährlichem Wechsel als regierender und beisitzender Bürgermeister hervor. Sie leiteten die Stadtverwaltung. Einen Rat gab es erstmals seit 1446, dessen Vorsitzender der regierende Bürgermeister war. In französischer Zeit wurde ab 1797 die Munizipalverfassung eingeführt. Stadtoberhaupt war der ehrenamtliche „Maire“, dem zwei ehrenamtliche Beigeordnete und ein Municipalrat zur Seite standen. 1815 wurde die preußische Bürgermeistereiverfassung, 1845 die Gemeindeordnung der Rheinprovinz und 1859 die Rheinische Städteordnung eingeführt. Danach leitete ein Bürgermeister beziehungsweise ab 1869 meist ein Oberbürgermeister die Stadtverwaltung. Ihm stand auch weiterhin ein Rat zur Seite.
Während der Zeit des Nationalsozialismus wurde der Oberbürgermeister von der NSDAP eingesetzt. Nach dem Zweiten Weltkrieg bestimmte die Militärregierung der Britischen Besatzungszone einen neuen Oberbürgermeister und führte 1946 die Kommunalverfassung nach britischem Vorbild ein. Danach gab es einen vom Volk gewählten „Rat der Stadt“, dessen Mitglieder die Bezeichnung „Stadtverordnete“ tragen. Der Rat wählte anfangs aus seiner Mitte den ehrenamtlichen Oberbürgermeister als Vorsitzenden und Repräsentanten der Stadt. Des Weiteren wählte der Rat ab 1946 ebenfalls einen hauptamtlichen Oberstadtdirektor als Leiter der Stadtverwaltung. 1999 wurde landesweit die Doppelspitze in der Stadtverwaltung aufgegeben. Seither gibt es nur noch den hauptamtlichen Oberbürgermeister. Dieser ist Vorsitzender des Rates, Leiter der Stadtverwaltung und Repräsentant der Stadt. Er wurde 1999 erstmals direkt vom Volk gewählt. Erste direkt gewählte Oberbürgermeisterin in Mönchengladbachs wurde Monika Bartsch (CDU). Die Büros der Stadtverwaltung sind heute auf die Innenstädte der ehemals selbstständigen Kommunen Mönchengladbach und Rheydt verteilt.

### Stadtrat
Der Stadtrat besteht in der Regel aus 66 Stadträten und dem direkt gewählten und stimmberechtigten Oberbürgermeister, der die Sitzungen leitet, aber dem Stadtrat nicht angehört. In der Wahlperiode 2020–2025 musste der Stadtrat auf 76 Mitglieder aufgestockt werden.
Wahl des Stadtrats im Jahr 2020
| Ratswahl 2020 – MönchengladbachWahlbeteiligung: 43,47 % 403020100 34,025,221,25,95,54,12,71,4 CDUSPDGrüneAfDFDPLinkePARTEISonst.Gewinne und Verlusteim Vergleich zu 2014 %p 12 10 8 6 4 2 0 −2 −4 −6 −8−7,5−4,2+10,5+4,4+1,0−0,4+1,4−5,4CDUSPDGrüneAfDFDPLinkePARTEISonst. |  | Sitzverteilung im Stadtrat von Mönchengladbach 2020Insgesamt 76 Sitze - Linke: 3 - PARTEI: 2 - Grüne: 16 - SPD: 20 - FDP: 4 - CDU: 26 - AfD: 5 |

### Bürgermeister bzw. Oberbürgermeister seit 1800
Der bisherige Amtsinhaber Hans Wilhelm Reiners (CDU) trat 2020 nicht zur Wiederwahl an. In einer Stichwahl wurde Felix Heinrichs (SPD) zum Nachfolger gewählt (siehe Diagramm). Sein Amt trat er am 1. November 2020 an.
| Wahl am 13. September 2020Wahlbeteiligung: 43,5 % 6050403020100 37,5 %29,6 %17,5 %5,4 %3,6 %3,4 %2,2 %0,6 %0,2 % SPDaCDUbGrünecAfDdFDPeLinkefPARTEIgÖDPhNPDiAnmerkungen:a Heinrichsb Bossc Wolkowskid Bülowe Dahlmannsf Merkensg Lischewskih Schilleri van den Broek |  | Stichwahl am 27. September 2020Wahlbeteiligung: 33,1 % 80706050403020100 74,2 %25,8 % SPDaCDUbAnmerkungen:a Felix Heinrichsb Frank Boss |

| - 1800–1808: Johann Lamberts - 1808–1814: Johann Peter Boelling - 1814–1820: Matthias Brinck - 1821–0000: Bertram Rappard (provisorisch) - 1822–1844: Jakob Kühnhaus - 1844–1852: Christian Bacciocco - 1852–1871: Johann Joseph Rottlaender (ab 1869 Oberbürgermeister) - 1871–1875: Hermann Jakob Doetsch - 1876–1900: Viktor Kaifer (ab 1888 Oberbürgermeister) - 1900–1920: Hermann Piecq (ab 1903 Oberbürgermeister) - 1921–1930: Franz Gielen (ab 1. Juli 1929 kommissarischer Oberbürgermeister von Gladbach-Rheydt) - 1930–1933: Johannes Handschumacher, Zentrum (Oberbürgermeister von Gladbach-Rheydt) - 1933–0000: Wilhelm Pelzer, NSDAP (kommissarisch) - 1933–1937: Hans Poeschel - 1937–1945: Werner Keyßner, NSDAP | - 1945–0000: Alexander Scharff (kommissarisch) - 1945–0000: Wilhelm Elfes, CDU - 1946–0000: Peter Nonnenmühlen, Zentrum - 1946–1948: Wilhelm Elfes, CDU - 1948–1952: Peter Nonnenmühlen, Zentrum - 1952–0000: Franz Meyers, CDU - 1952–1956: Wilhelm Finger - 1956–1964: Wilhelm Maubach, CDU - 1964–1974: Wilhelm Wachtendonk, CDU - 1975–0000: Franz Meyers, CDU (Beauftragter der Landesregierung für die Aufgaben des Rates) - 1975–1984: Theodor Bolzenius, CDU - 1984–1997: Heinz Feldhege, CDU (seit 1997 Ehrenoberbürgermeister) - 1997–2004: Monika Bartsch, CDU - 2004–2014: Norbert Bude, SPD - 2014–2020: Hans Wilhelm Reiners, CDU - 2020–0000: Felix Heinrichs, SPD |
| | |

### Oberstadtdirektoren 1946–1999
- 1946–0000: Wilhelm Elfes, CDU
- 1946–1958: Fritz Fleuster
- 1958–1974: Wilhelm Elbers
- 1975–1994: Helmut Freuen
- 1994–1999: Jochen Semmler

### Verschuldung
Die Gesamtsumme der Verschuldung der Stadt Mönchengladbach belief sich Mitte 2020 auf 948,69 Millionen Euro.

### Hoheitszeichen
|                               |  |
|                               |  |
| Banner, Wappen und Hissflagge |  |

Der Stadt Mönchengladbach ist mit Urkunde des Regierungspräsidenten in Düsseldorf vom 7. Februar 1977 das Recht zur Führung eines Wappens und einer Flagge verliehen worden. Der Entwurf des Wappens stammte von Walther Bergmann.
Die heraldische Beschreibung des Wappens liest sich wie folgt:

„Unter rotem Schildhaupt, darin einen silbernen Wechselzinnenbalken, gespalten von Blau und Gold, vorne eine silberne Abtskrümme, hinten ein durchgehendes schwarzes Kreuz.“

Der Wechselbalken steht für die Herren von Quadt, die in Wickrath bis 1796 regierten. Der Abtsstab steht für die Benediktiner, die bis 1802 auf dem Abteiberg Mönchengladbach ansässig waren und das Kreuz symbolisiert die Herren von Bylandt, die in Rheydt herrschten.
Beschreibung der Flagge
Die Stadt Mönchengladbach führt ein Banner Rot-Gold (Gelb)-Rot im Verhältnis 1:4:1, längsgestreift mit dem über die Mitte nach oben verschobenen Wappenschild der Stadt, sowie eine Hissflagge Rot-Gold (Gelb)-Rot 1:4:1 quer gestreift mit dem zur Stange verschobenen Wappenschild der Stadt.
Die alte Stadt Mönchengladbach führte von 1903 bis 1929 und vom 1. August 1933 bis 31. Dezember 1974 ein anderes Wappen, das den Hl. Vitus sowie einen schwarzen Löwen, beide von einem blauen Wellenbalken getrennt, zeigte. Der Hl. Vitus ist der Patron der Benediktinerabtei und damit der Stadt, der Löwe das Wappentier der Herren von Jülich, die die Siedlung Gladbach zur Stadt erhoben. Der Wellenbalken symbolisiert den Gladbach und machte damit das Stadtwappen zu einem „redenden Wappen“. Die Sterne symbolisieren die Vierzehn Nothelfer, zu denen Vitus gezählt wird. Der Entwurf des Wappens nach Anregung des damaligen Oberbürgermeisters Hermann Piecq stammt von dessen Schwager Felix Hauptmann, dem das bereits seit dem Mittelalter verwendete städtische Siegel als Vorbild diente.
Das Wappen der Stadt Gladbach-Rheydt wurde vom 21. Juni 1932 bis 31. Juli 1933 verwendet und stammt im Entwurf vom damaligen Leiter des städtischen Archivs, Julius Koenzgen, der dazu Elemente des Gladbacher und des Rheydter Wappens kombinierte.

### Städtepartnerschaften
Mönchengladbach unterhält Städtepartnerschaften mit folgenden Städten:
- North Tyneside – seit 1958
- Thurrock – seit 1969
- Roubaix – seit 1969
- Verviers – seit 1970
- Roermond – seit 1971
- Bradford – seit 1971

## Wirtschaft und Infrastruktur

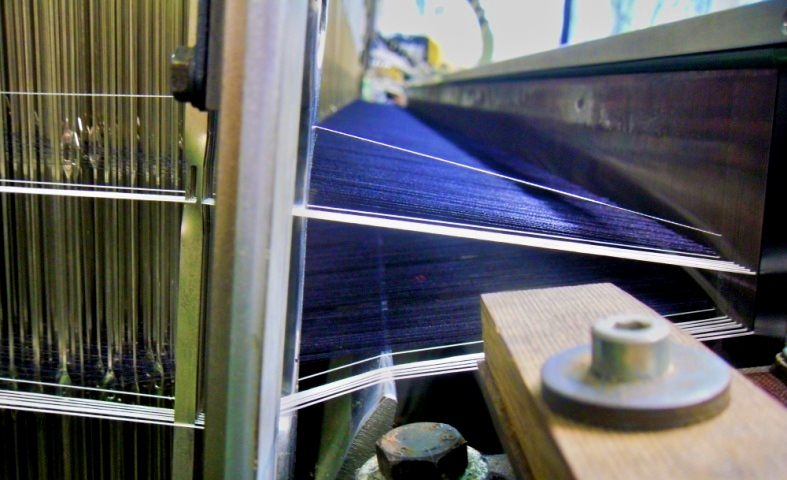
Weberei-Labor der Hochschule Niederrhein

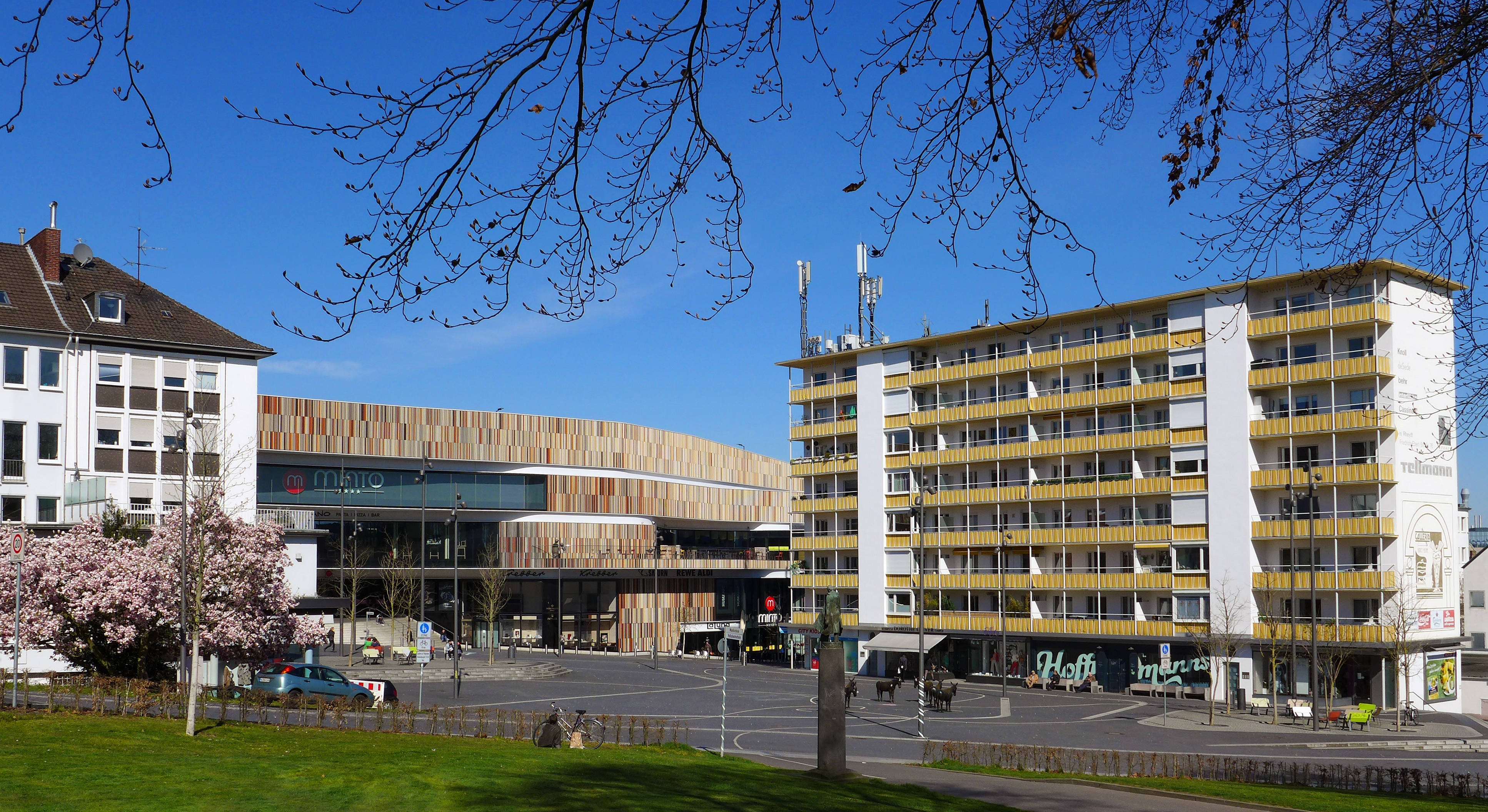
Sonnenhausplatz mit Einkaufszentrum Minto

Im Jahre 2016 erbrachte Mönchengladbach, innerhalb der Stadtgrenzen, ein Bruttoinlandsprodukt (BIP) von 8,710 Milliarden Euro und belegte damit Rang 39 in der Rangliste der deutschen Städte nach Wirtschaftsleistung. Das BIP pro Kopf lag im selben Jahr bei 33.442 Euro (Nordrhein-Westfalen: 37.416 Euro, Deutschland 38.180 Euro). In der Stadt gab es 2016 ca. 133.300 erwerbstätige Personen. Die Arbeitslosenquote lag im Dezember 2018 bei 8,8 % und damit über dem Durchschnitt von 6,4 % des Landes Nordrhein-Westfalen. 12.279 Menschen waren damals arbeitslos gemeldet und damit 2.024 weniger als im Dezember 2017 – ein Rückgang um 14,2 %. Die durchschnittliche Arbeitslosenquote in Mönchengladbach lag im Jahr 2018 bei 9,8 %.
Mönchengladbachs industrieller Aufstieg wurde vor allem durch die Entwicklung der Textilindustrie von der Mitte des 19. bis zur Mitte des 20. Jahrhunderts geprägt. Daneben entwickelte sich auch eine textilorientierte Maschinenindustrie.
Nach dem Zweiten Weltkrieg setzte ein umfassender Strukturwandel ein, bei dem die Bedeutung der Textilindustrie abnahm und neue Wirtschaftszweige an Bedeutung gewannen. Derzeit sind nur noch 7 Prozent der Beschäftigten in der einst so dominanten Textil- und Bekleidungsindustrie tätig (Beispielsweise Van Laack und gardeur). Im Rahmen der erfolgreichen Diversifizierung des Wirtschaftsstandorts haben die Stadt und Vertreter der Unternehmen vor Ort im Jahr 1997 die Wirtschaftsförderung Mönchengladbach (WFMG) gegründet. Die WFMG hat gemeinsam mit der Hochschule Niederrhein ein Fünf-Säulen-Modell für die künftige Ausrichtung des Wirtschaftsstandorts entwickelt. Hiernach sind Textil und Mode, Maschinenbau und Elektrotechnik, Logistik, die Kreativwirtschaft sowie das Gesundheitswesen als Leitbranchen für die wirtschaftliche Zukunft der Stadt Mönchengladbach bestimmend. Im Rahmen einer aktiven Clusterpolitik hat die WFMG zum Teil eigene Netzwerke für diese Branchen initiiert.
Seit den 2000er Jahren ließen sich zahlreiche bekannte Unternehmen wie Zalando, Esprit, Adidas, L’Oréal, DHL, C&A, Primark und Amazon in den Gewerbegebieten Mönchengladbachs nieder. Der Logistikstandort Regiopark ist mit dem benachbarten in Güdderath das größte Gewerbegebiet in Mönchengladbach. Auf dem 165 Hektar großen Nordpark, einer ehemals militärisch genutzten Konversionsfläche, befinden sich neben dem Borussia-Park und dem Hockeypark auch Unternehmen aus der Kreativwirtschaft, der Digitalwirtschaft und anderen Branchen. So hat etwa die Santander Consumer Bank dort einen ihrer Sitze; die Deutschlandzentrale ist in der Innenstadt. Auch das Modeunternehmen Van Laack ist im Nordpark ansässig, ebenso beispielsweise Eizo und Ricoh. Weitere in Mönchengladbach ansässige Unternehmen sind beispielsweise die Getränkeunternehmen Valensina, Refresco, Oettinger Brauerei, der Tabakwarengroßhändler Hall Tabakwaren sowie der Logistiker Vanderlande. Coca-Cola hat dort seit einer Kapazitätserweiterung im Jahr 2018 eine seiner größten Produktions- und Abfülllinien in Europa.
Zu den Produkten der Wirtschaftsstruktur der Stadt zählen unter anderem Werkzeugmaschinen (Dörries Scharmann, Monforts), Spinnmaschinen (Trützschler, Schlafhorst), automatische Förderanlagen, Signal- und Systemtechnik (Scheidt & Bachmann), Anlagenbau für die Metallindustrie (SMS group), Kabel (Nexans Deutschland, ehemals Kabelwerk Rheydt), Druckerzeugnisse sowie Nahrungs- und Genussmittel.
Über die Stadtgrenzen hinaus bekannt ist Chocolatier Heinemann für seine Torten, Pralinen und Backwaren. Des Weiteren sind Bierbrauereien in Mönchengladbach vertreten. Die Oettinger Brauerei produziert am Standort der ehemaligen Hannen-Brauerei. Die Brauerei Hensen stellt seit 2017 an der Quelle des Gladbachs im Stadtteil Waldhausen ein niederrheintypisches Altbier und andere Bierstile her. Die Hausbrauerei Zum Stefanus schenkt im Rheindahlener Ortsteil Mennrath neben einem hellen und dunklen Vollbier weitere saisonale Biere aus.
Der Rat der Stadt Mönchengladbach hat 2016 die Stadtentwicklungsstrategie mg+ Wachsende Stadt beschlossen. Leitmotive der Strategie sind Lebensraum, Umwelt, Wirtschaft und Standortfaktoren. Ziele sind eine Verbesserung der Wohn- und Lebensverhältnisse und die Stärkung des Wirtschaftsstandortes. Die Strategie soll im Rahmen diverser Projekte umgesetzt werden.
Beschäftigung und Arbeitslosigkeit
| Beschäftigte 3             | 82.406 |        |
| Anzahl Arbeitslose 4       | 15.287 | 11,5 % |
| – davon Männer             | 7.935  | 51,9 % |
| – davon Frauen             | 7.352  | 48,1 % |
| – davon Deutsche           | 12.037 | 78,7 % |
| – davon Ausländer          | 3.250  | 21,3 % |
| – davon unter 20 Jahre     | 425    | 2,8 %  |
| – davon 20 bis 55 Jahre    | 12.500 | 81,8 % |
| – davon 56 Jahre und älter | 2.362  | 15,5 % |

## Verkehr

### Eisenbahn

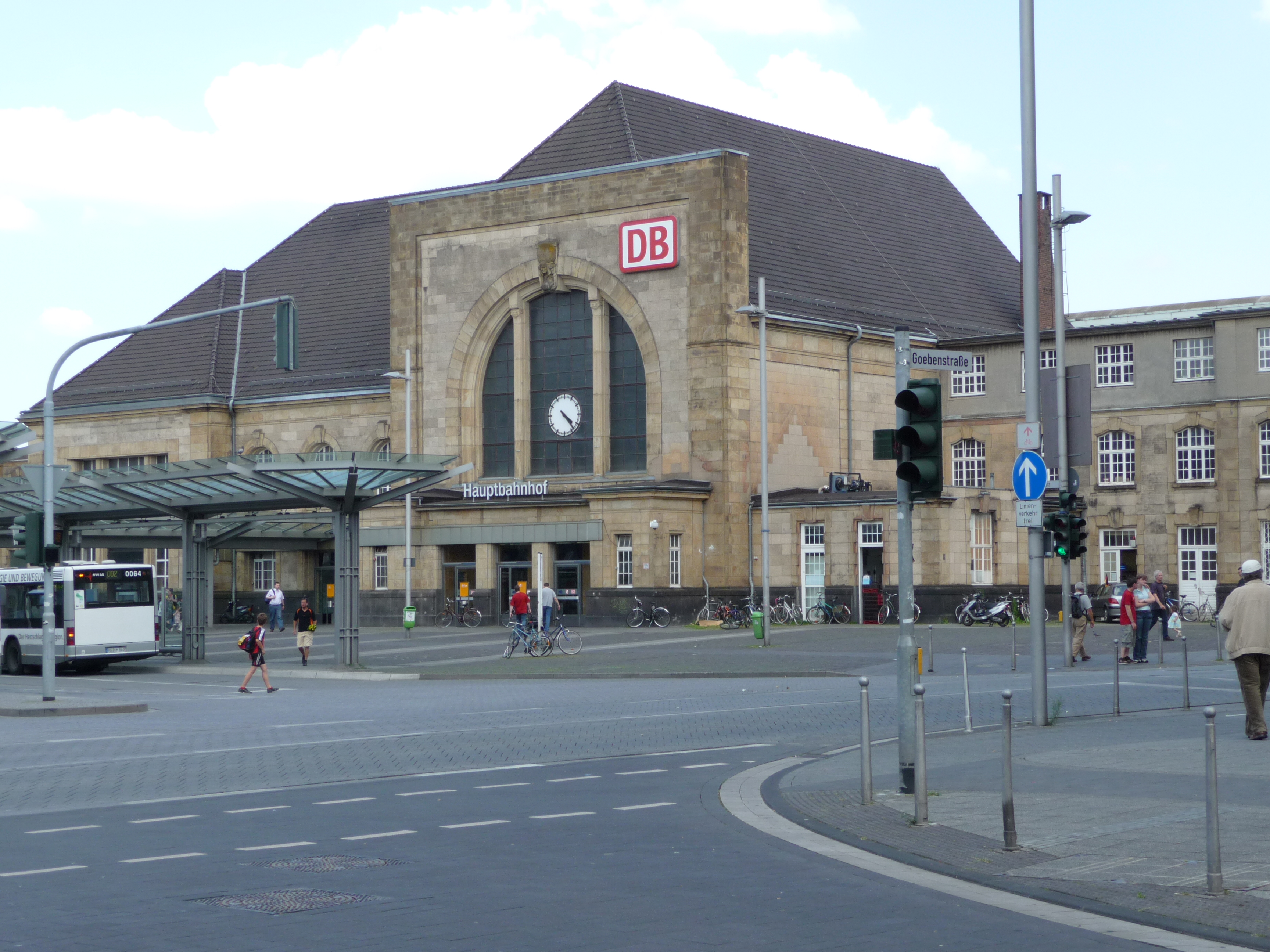
Mönchengladbach Hauptbahnhof

Die beiden Hauptbahnhöfe Mönchengladbach und Rheydt liegen an den Hauptstrecken von Köln nach Venlo, Duisburg–Mönchengladbach sowie Aachen–Düsseldorf. Mönchengladbach Hbf hat darüber hinaus einen S-Bahn-Anschluss nach Düsseldorf und Wuppertal (Linie S 8). Weitere Bahnhöfe befinden sich in Odenkirchen, Wickrath und Rheindahlen, außerdem liegen die Haltepunkte Herrath, Lürrip und Genhausen im Stadtgebiet.
Im Fernverkehr der Deutschen Bahn AG wird Mönchengladbach Hauptbahnhof montags bis freitags einmal täglich durch einen Intercity je nach und von Berlin angefahren. Hinzu kommt freitags ein ICE.
Eine stündliche Anbindung an die benachbarten Niederlande ermöglicht der Maas-Wupper-Express aus Hamm/Westf. nach Venlo (NL). Der Grenzübertritt hinter Kaldenkirchen gilt als Fahrt innerhalb des Verbundes und VRR-Tickets werden anerkannt. Insbesondere an deutschen Feiertagen ist Venlo mit Altstadt und Maasufer ein beliebtes Ausflugsziel. Außerdem kann dort bequem in den Zug nach Amsterdam Bijlmer Arena und Schiphol Airport gewechselt werden.
Der Eiserne Rhein, eine Güterzugstrecke zu den belgischen Seehäfen, wurde bis 1992 über Dalheim und Roermond (NL) geführt.

### Öffentlicher Personennahverkehr
Neben den Bahnlinien werden im öffentlichen Personennahverkehr (ÖPNV) die Omnibuslinien von der NEW mobil und aktiv Mönchengladbach betrieben. Alle Linien sind zu einheitlichen Preisen innerhalb des Verkehrsverbundes Rhein-Ruhr (VRR) zu benutzen. An den Wochenenden und in den Nächten vor Feiertagen verkehren bis 3.15 Uhr stündlich Nachtbusse auf sechs Linien als Nachtexpress aus den Stadtzentren von Mönchengladbach und Rheydt in die anliegenden Stadtteile.
Den Beginn des ÖPNV markierte die Eröffnung der Pferdebahn zwischen Gladbach und Rheydt im Jahr 1881, die von beiden Städten gemeinsam betrieben wurde. 1900 erfolgte die Umstellung auf elektrischen Betrieb, 1901 wurde dieser zwischen beiden Städten aufgeteilt. Die Straßenbahn Mönchengladbach verkehrte bis 1969, die Straßenbahn Rheydt wurde 1959 eingestellt. In Rheydt verkehrte von 1952 bis 1973 außerdem der Oberleitungsbus Rheydt.

### Luftverkehr
Der Verkehrslandeplatz Mönchengladbach wird hauptsächlich durch die private und gewerbliche Allgemeine Luftfahrt genutzt. Ein Linienverkehr findet gegenwärtig nicht statt. Unweit von Mönchengladbach liegt der internationale Flughafen Düsseldorf, der von 1996 bis 2018 Mehrheitsgesellschafter des Mönchengladbacher Flughafens war und seit 2018 noch mit 20 % beteiligt ist. Seit 2018 ist die Entwicklungsgesellschaft der Stadt Mönchengladbach (EWMG) mit 54,75 % Mehrheitsgesellschafter. Weitere Anteile halten die NEW mobil und aktiv Mönchengladbach (25,24 %) und die Stadt Willich (0,01 %). Aufgrund der für den Luftverkehr mit größeren Jets zu kurzen Start- und Landebahn von 1200 m gab es Ausbaupläne, um einen erneuten Linienflugbetrieb zu ermöglichen. Im hierzu notwendigen Planfeststellungsverfahren bei der Bezirksregierung Düsseldorf gab es im Regionalrat Düsseldorf keine Mehrheit für eine Verlängerung der Start- und Landebahn. Die Düsseldorfer Flughafengesellschaft verfolgte die Ausbaupläne anschließend nicht mehr.
Etwa 10 km südlich des Zentrums, im Stadtteil Wanlo, liegt das Segelfluggelände Mönchengladbach-Wanlo.

### Straßen
Mit dem Automobil ist die Stadt über die Bundesautobahnen A 44 (Aachen–Kassel), A 46 (Heinsberg–Bestwig) und A 52 (Roermond–Essen-Marl) sowie A 61 (Venlo–Hockenheim) zu erreichen. Das Autobahnkreuz Mönchengladbach befindet sich im Nordwesten und das Autobahndreieck Mönchengladbach-Wanlo im Südwesten des Stadtgebiets. Ferner führen die Bundesstraßen B 57, B 59 und B 230 durch das Stadtgebiet. Die Entfernungen in die umliegenden größeren Städte betragen nach Düsseldorf 30 Kilometer, nach Duisburg 35 Kilometer, nach Krefeld 20 Kilometer, nach Köln 60 Kilometer, nach Aachen 60 Kilometer, nach Venlo in den Niederlanden 35 Kilometer und nach Roermond, ebenfalls in den Niederlanden, 35 Kilometer.

### Radverkehr
Mönchengladbach liegt an der Euroga-Radroute. Die überwiegend flache niederrheinische Landschaft bietet viele Möglichkeiten für Freizeittouren, zum Beispiel entlang der Niers und auf der NiederRheinroute. Beschilderte Routen auf dem Radverkehrsnetz NRW existieren auch in die benachbarten Kreise Viersen, Neuss und Heinsberg sowie bis nach Düsseldorf und Krefeld. Der Ausbau des innerstädtischen Radwegenetzes war in der Vergangenheit Gegenstand politischer Diskussionen. Im September 2017 wurde die erste Fahrradstraße der Stadt – die Blaue Route – eröffnet; sie verbindet den Campus der Hochschule Niederrhein mit den Hauptbahnhöfen in Gladbach und Rheydt.
Am Hauptbahnhof Rheydt sowie am Hauptbahnhof Mönchengladbach befinden sich moderne Radstationen, die ein Abstellen von Fahrrädern kombiniert mit weiteren Serviceleistungen ermöglichen.

### Gemeinschaftsdienste
In Mönchengladbach gibt es mittlerweile verschiedene organisierte Gemeinschaftsautos (Carsharing), die das bestehende Mobilitätsangebot in der Stadt erweitern. So betreibt der Anbieter Nextbike in Kooperation mit Santander seit 2018 einen stationsbasierten Fahrradverleih mit insgesamt 35 Stationen und etwa 250 Fahrrädern. Zudem sind die E-Scooter-Anbieter Bolt, Bird, Lime und TIER in der Stadt aktiv. Die vier Anbieter zusammen betreiben aktuell etwa 1100 E-Scooter in der Stadt.
Die NEW betreibt unter dem Markennamen „Wheesy“ außerdem einen Carsharing-Dienst mit insgesamt neun Stationen. Im November 2019 wurde dieses Angebot um elektrische Roller erweitert.

## Medien

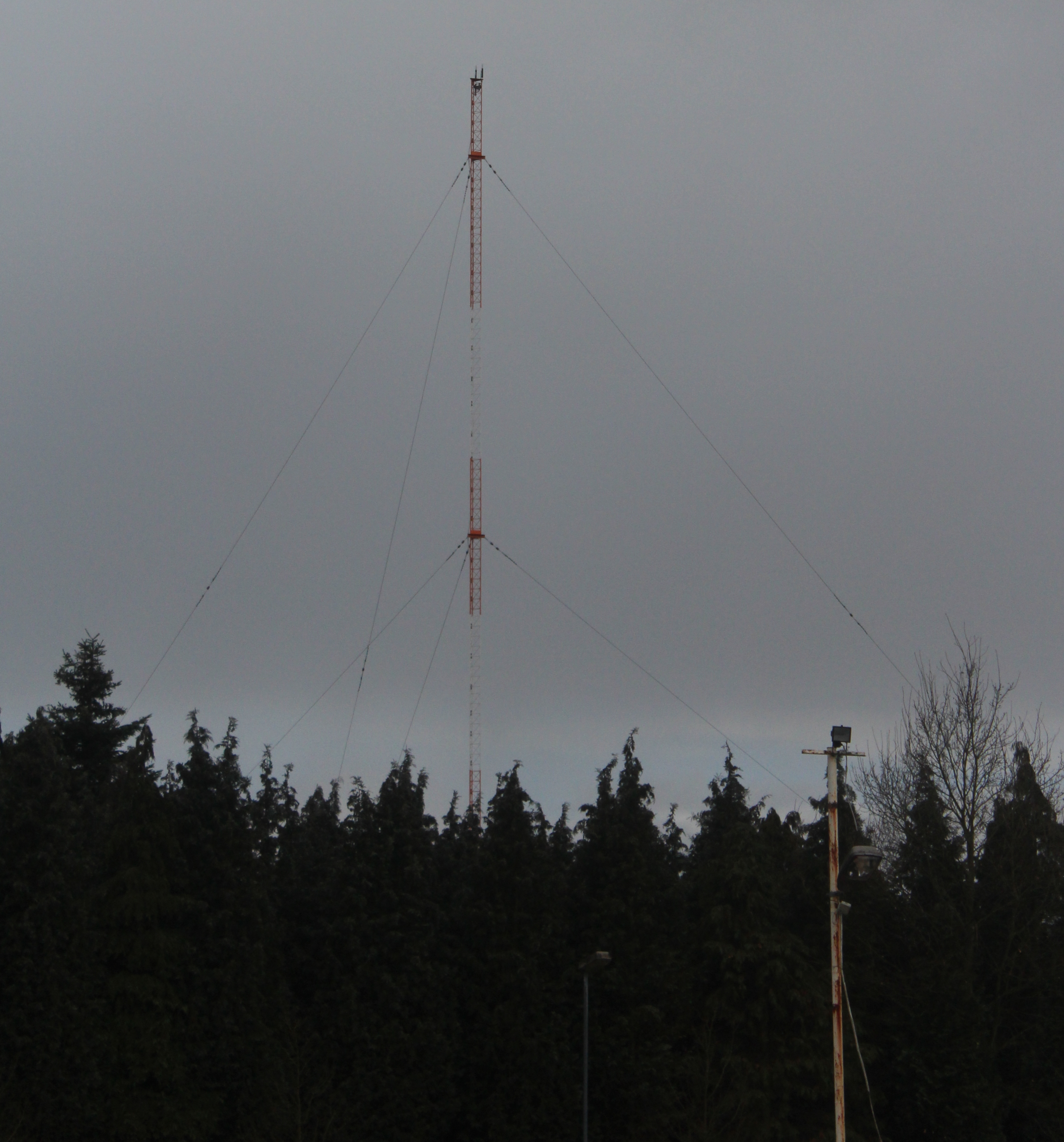
AFN-Mittelwellensendemast Mönchengladbach

An der Lüpertzender Straße befindet sich die lokale Radiostation Radio 90,1 Mönchengladbach. Sie ging am 29. September 1990 auf Sendung, am 30. Oktober 1990 wurde die erste Sendung im Rahmen des Bürgerfunkes über die Frequenzen des Senders ausgestrahlt.
In Mönchengladbach wird keine eigene Tageszeitung herausgegeben. Über das lokale und regionale Geschehen berichten die Rheinische Post und die Westdeutsche Zeitung sowie mit dem Extra-Tipp am Sonntag eine kostenlose, werbefinanzierte Zeitung, die einmal wöchentlich an alle Haushalte verteilt wird. Der Hindenburger ist eine Stadtzeitschrift rund um Lifestyle, Kultur, Freizeit und Gastronomie, die monatlich kostenlos erscheint und als Auslage in Geschäften verteilt wird. Das GURU Magazin mit Ausrichtung auf Gesellschaft und Lifestyle wird an Haushalte direkt verteilt. Seit 1997 gibt es eine Lokalausgabe der Straßenzeitung Fiftyfifty, die vom Diakonischen Werk Mönchengladbach e. V. herausgegeben und von Menschen in sozialer Not verkauft wird.
In der seit Dezember 2007 existierenden Online-Bürgerzeitung Mönchengladbach können die Bürger selber unter der Creative Commons Artikel veröffentlichen, Themenschwerpunkt ist die Kommunalpolitik. Kommunalpolitiker nutzen dieses Medium.
In Mönchengladbach befand sich auch ein Mittelwellensender des AFN, der auf 1143 kHz mit 1 kW Sendeleistung arbeitete. Er verwendete als Sendeantenne einen 45,5 Meter hohen, gegen Erde isolierten Sendemast bei 51° 10′ 2″ N, 6° 23′ 56″ O.

## Öffentliche Einrichtungen
- Polizeipräsidium Mönchengladbach, Krefelder Straße
- Amts- und Landgericht Mönchengladbach, Hohenzollernstraße
- Arbeitsgericht Mönchengladbach, Hohenzollernstraße
- Amtsgericht Mönchengladbach-Rheydt, Brucknerallee
- Finanzamt Mönchengladbach, Am Hockeypark
- Zollamt Mönchengladbach, Malmedyer Straße
- Straßen.NRW, Landesbetrieb Straßenbau NRW, Regionalniederlassung Niederrhein, Breitenbachstraße

## Bildung und Forschung

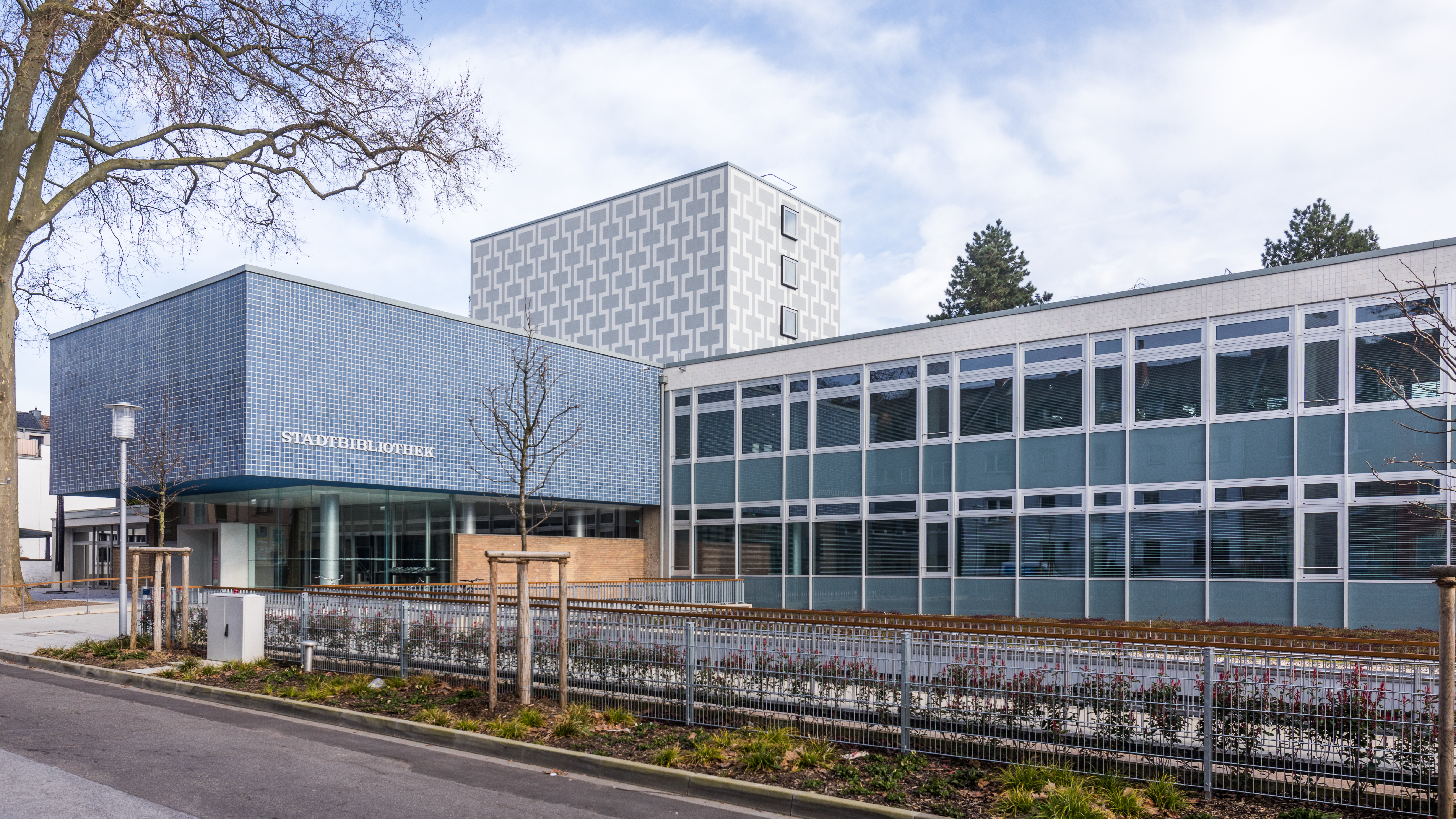
Stadtbibliothek Mönchengladbach

### Schule
In Mönchengladbach findet sich das gesamte Spektrum an allgemein bildenden und beruflichen Schulen in öffentlicher und in privater Trägerschaft. Insgesamt besitzt die Stadt 95 Schulen, von den Grundschulen bis zur Hochschule, darunter auch eine Waldorfschule und zwei Montessorischulen.

### Ausbildung und Studium
Durch Zusammenschluss von zwölf Fach- und Ingenieurschulen in mehreren Städten wurde 1971 die Hochschule Niederrhein – University of Applied Sciences gegründet. Am Standort Krefeld sitzt die Verwaltung. Auf dem Campus Mönchengladbach forschen und lehren die Fachbereiche Oecotrophologie, Sozialwesen, Textil- und Bekleidungstechnik sowie Wirtschaftswissenschaften. Das Studium ist praxisnah mit engen Kontakten zur regionalen Wirtschaft ausgelegt und führt zu Abschlüssen mit den Graden Bachelor und Master. Seit 2012 gibt es auch ein Promotionskolleg.
Hervorzuheben ist der Textilcampus an der Webschulstraße. Dort befinden sich neben der Hochschule Niederrhein das Forschungszentrum für Textillogistik der Fraunhofer-Gesellschaft und seit 2018 die Textilakademie NRW für die Aus- und Weiterbildung von gewerblich-technischen Berufen mit dem Schwerpunkt Textil- und Bekleidungsindustrie.
Die Medicoreha Welsink Akademie führt mit ihren staatlich anerkannten Fachschulen für Physiotherapie und Ergotherapie für 450 Auszubildende die praktische Ausbildung in den Kliniken Maria Hilf durch.
Die Musikschule der Stadt Mönchengladbach bietet eine musikalische Ausbildung von Kindern bis zur Vorbereitung der Aufnahmeprüfung an einer Musikhochschule. Mehr als 4000 Schüler nehmen die Angebote wahr.
Die Forschungsstelle Glasmalerei des 20. Jahrhunderts besteht seit 1993.

### Stadtbibliothek
Die Stadtbibliothek Mönchengladbach wurde 1905 eröffnet und bietet neben allgemeiner Literatur für Kinder und Erwachsene auch Medien in fremden Sprachen an. Zur historischen Sammlung gehören das Internationale Exlibris-Zentrum Mönchengladbach, die ehemalige Bibliothek der Kölnischen Franziskaner-Ordensprovinz mit Werken aus dem 16. bis frühen 19. Jahrhundert aus den Bereichen Wissenschaft und Weisheit sowie die ehemalige Bibliothek des früheren Volksvereins für das katholische Deutschland (1892–1933) über Sozial- und Wirtschaftswissenschaft. Sie gehörte zu den Teilnehmern der Standortinitiative Deutschland – Land der Ideen der Bundesregierung und des Bundesverbands der Deutschen Industrie.

## Sport und Freizeit

### American Football
Das MG-Wolfpack spielt aktuell in der Oberliga NRW. Die Footballabteilung ist Teil des American Sports Mönchengladbach e. V.

### Billard
Dem 1. PBC Neuwerk gelang in der Saison 2014/15 der Aufstieg in die 1. Poolbillard-Bundesliga. Seit der Saison 2016/17 spielt der Verein wieder in der 2. Poolbillard-Bundesliga. Mit Sascha Jülichmanns wurde 2014 zudem ein Mönchengladbacher Deutscher Meister.

### Bogensport
Der Rheydter Turnverein 1847 e. V. mit seiner Bogensportabteilung ist Mönchengladbachs erfolgreichster Verein im Bogenschießen. Er hat jeweils ein Team in der 1. Bundesliga Nord und in der Regionalliga West. 2008 hat es die Bundesligamannschaft zum ersten Mal in der Vereinsgeschichte in das Bundesligafinale geschafft.

### Fußball

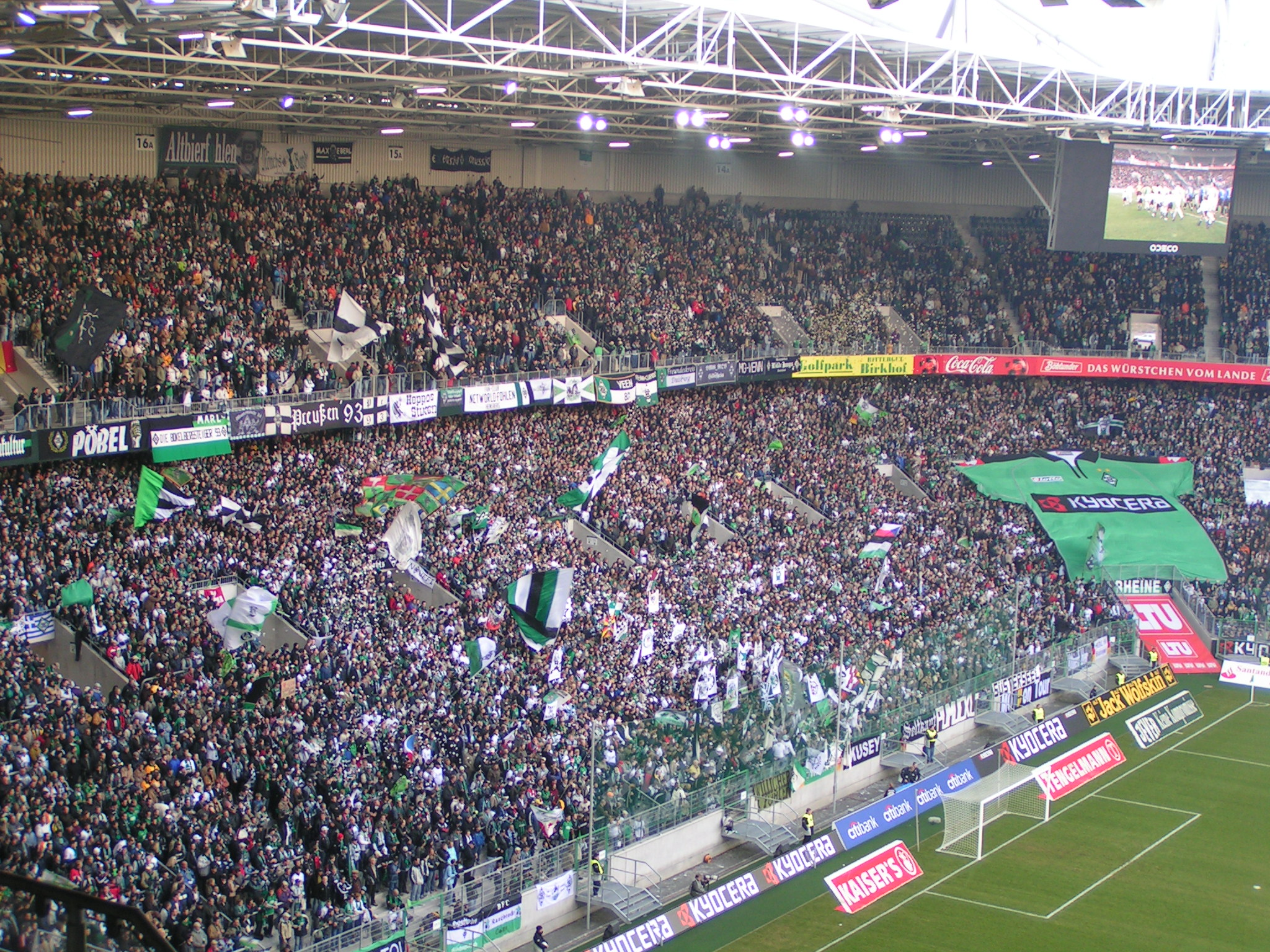
Borussia-Park, Nordkurve

Mönchengladbachs größter, bekanntester und erfolgreichster Fußballverein ist Borussia Mönchengladbach. Der Traditionsklub feierte in den 1970er Jahren fünf deutsche Meisterschaften und zwei UEFA-Cup-Siege. Der Verein spielt in der Bundesliga und trägt seine Heimspiele im Borussia-Park aus. Borussias U-23-Mannschaft spielt in der Regionalliga und trägt ihre Heimpartien in der Regel im Grenzlandstadion aus. Der älteste Fußballverein der Stadt ist der 1. FC Mönchengladbach. Dieser Verein war der Jugendverein von Günter Netzer, der von dort zu Borussia Mönchengladbach wechselte. Der Verein wurde 1894 gegründet und spielt aktuell in der Landesliga. Er ist zudem der älteste Fußballverein im Westdeutschen Fußballverband.

### Handball
In der Stadt sind zahlreiche Vereine mit Junioren- und Seniorenteams vertreten. Die aktuell höchstklassige Mannschaft ist die 1. Mannschaft (Männer) der Handballabteilung von Borussia Mönchengladbach, die in der Oberliga Niederrhein aktiv ist. Heimspiele werden in der Jahnhalle ausgetragen. Aus dem Stadtgebiet sind mehrere Mannschaften ebenfalls in der Verbandsliga vertreten (Frauen: Rheydter TV 1847, Welfia Mönchengladbach, Turnerschaft Lürrip; Männer: TV Einigkeit Geistenbeck).

### Hockey

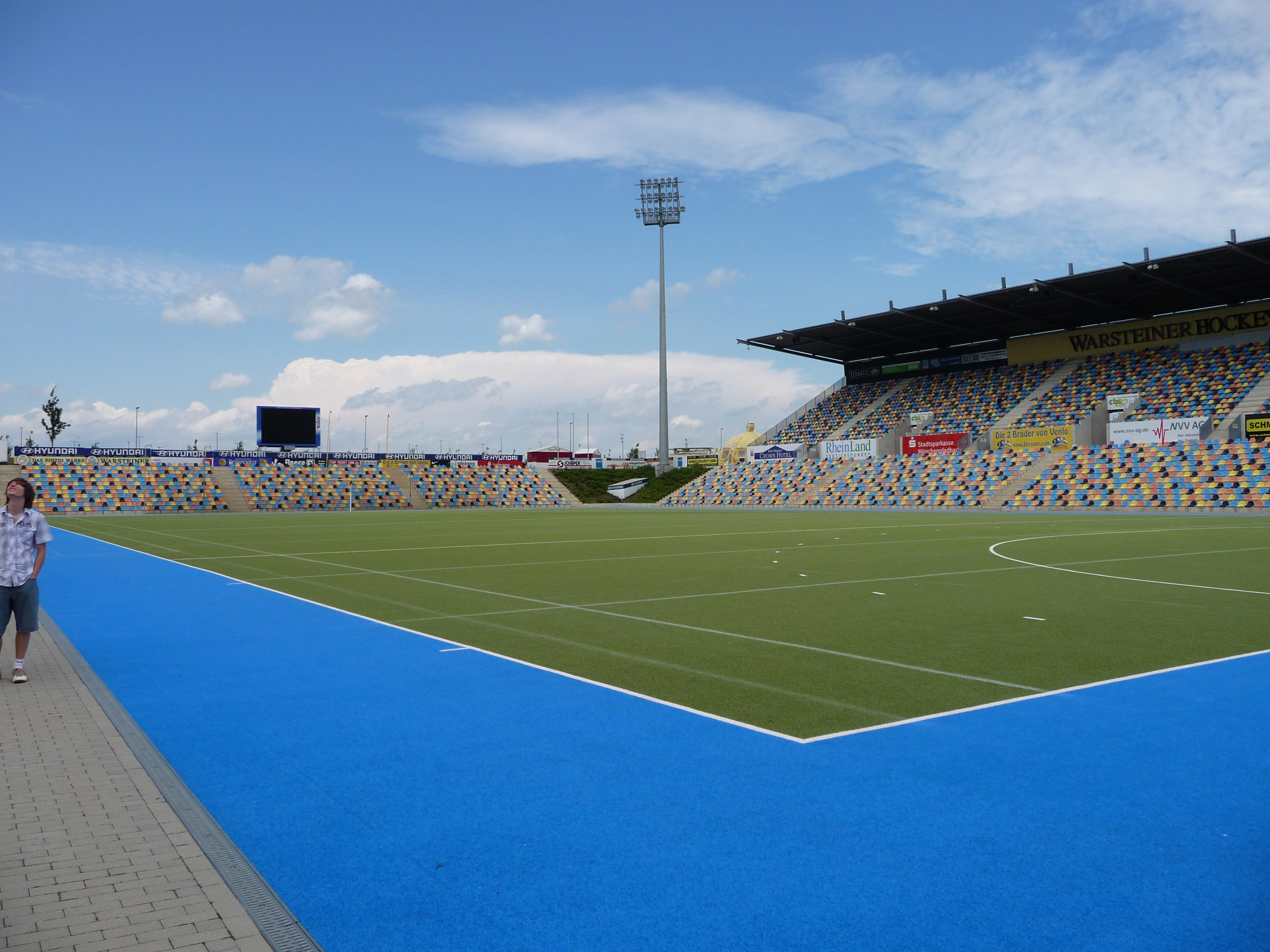
Hockeypark

Mönchengladbach ist Sitz des Deutschen Hockey-Bundes. Der Gladbacher HTC spielt in der Feldhockey-Bundesliga. 2002 wurde man deutscher Meister und trägt die Heimspiele auf der vereinseigenen Anlage aus. Eigens für die Feldhockey-Weltmeisterschaft der Herren 2006 wurde im Nordpark neben dem Borussia-Park der Hockeypark errichtet. In diesem fanden neben der Wm auch drei Europameisterschaften der Herren und Damen (2011, 2023, 2025) statt, darüber hinaus dient er als Konzertarena. Der Rheydter SV ist der älteste Hockeyverein in Mönchengladbach, er wurde 2001 der bislang letzte Deutsche Pokalsieger Die Herrenmannschaft spielte jahrelang in der 2. Feldhockey-Bundesliga, mittlerweile aber nur noch in der 2. Verbandsliga. Der RSV trägt seine Spiele auf dem eigenen Kunstrasenplatz am Grenzland-Stadion aus.

### Judo
Der 1. Judo-Club Mönchengladbach ist derzeit der stärkste Judoverein am Niederrhein. Die Frauenmannschaft kämpft seit 2000 in der 1. Bundesliga, die Männermannschaft stieg 2008 in die 1. Bundesliga auf. Der bekannteste Judoka des 450 Mitglieder zählenden Vereins ist der dreifache Olympiateilnehmer und Bronzemedaillengewinner von 2012 Andreas Tölzer.

### Trabrennsport
Auf der 1893 eröffneten Trabrennbahn Mönchengladbach veranstaltet der Verein zur Förderung des Rheinischen Trabrennsportes e. V. (bis Ende 2007 Trabrennverein Mönchengladbach e. V.) regelmäßig Trabrennen. Im September 2019 wurde bekannt, dass die Entwicklungsgesellschaft der Stadt Mönchengladbach beabsichtigt, den Pachtvertrag für die Trabrennbahn zugunsten der Ansiedlung weiteren flugaffinen Gewerbes am Flughafen zum Jahresende 2021 zu kündigen. Allerdings fanden auch im Jahr 2023 noch regelmäßig Rennen statt.

### Parkour
Im Stadtgebiet verteilt befinden sich einige Parkour-Anlagen und es gibt regelmäßige Treffen verschiedener Parkourgruppen.

### Inklusion
2021 bewarb sich die Stadt als Host Town für die Gestaltung eines viertägigen Programms für eine internationale Delegation der Special Olympics World Summer Games 2023 in Berlin. 2022 wurde sie als Gastgeberin für Special Olympics Japan ausgewählt. Damit wurde sie Teil des größten kommunalen Inklusionsprojekts in der Geschichte der Bundesrepublik mit mehr als 200 Host Towns.

## Kultur und Sehenswürdigkeiten

### Theater und Musik

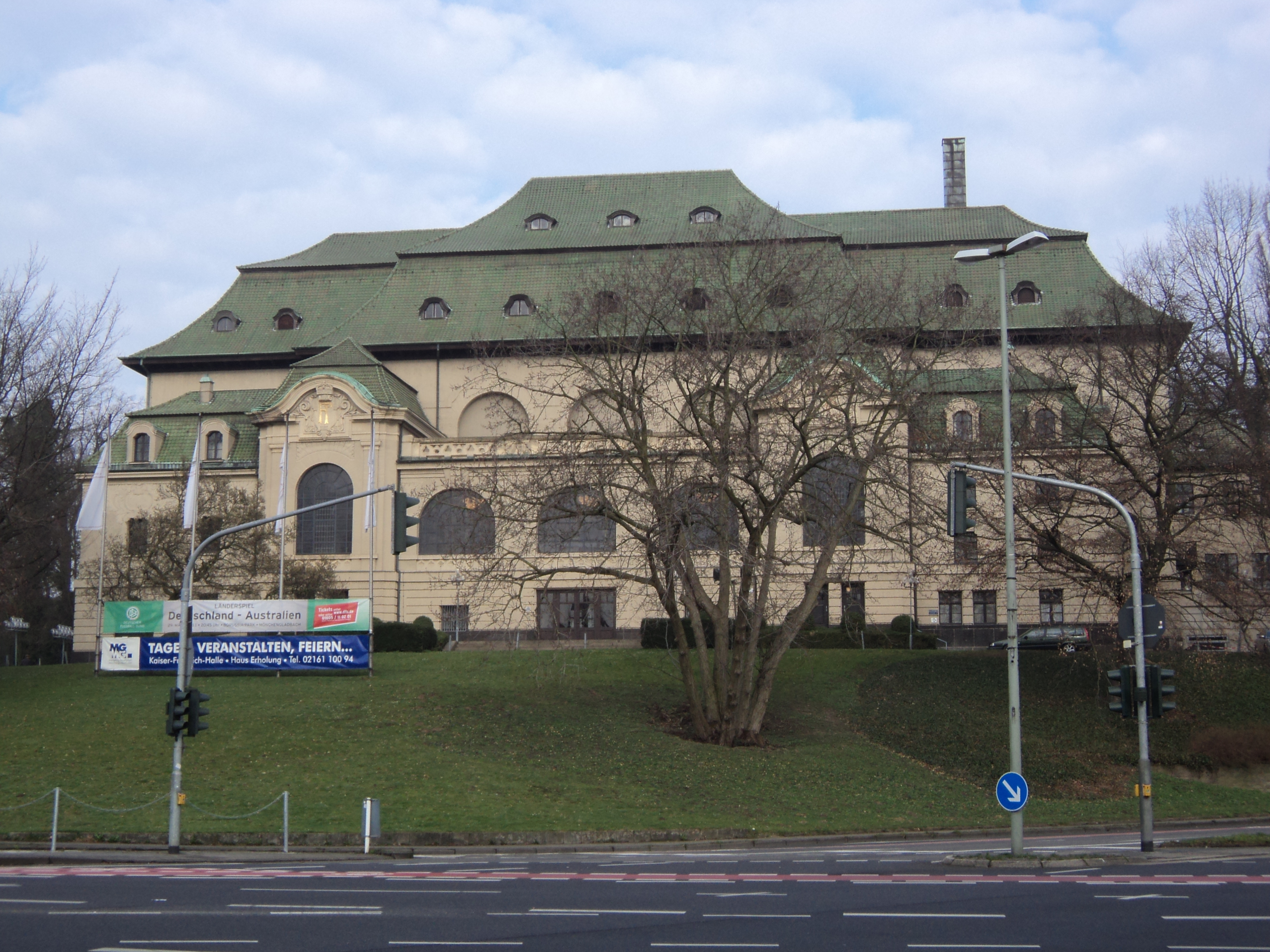
Kaiser-Friedrich-Halle von 1903. Veranstaltungsstätte für Theater, Konzerte und Feste.

Die Vereinigten Städtischen Bühnen Krefeld und Mönchengladbach bieten Oper, Operette, Musical, Schauspiel und Ballett in den Theaterhäusern beider Städte. Das Kooperationstheater wurde 1950 gegründet. Das begleitende Orchester der Bühnen sind die „Niederrheinischen Sinfoniker“, die auch Sinfoniekonzerte geben.
Ferner gibt es das BIS im ehemaligen Museum auf der Bismarckstraße, ein Zentrum für alle Arten von Kultur, so auch Malerei, Jazz und zeitgenössische Musik, Die Spindel, eine Kleinkunstbühne im Don Antonio (Haus Ohlenforst), „Das Rote Krokodil“, eine Kleinkunstbühne im Stadtteil Wickrath, die Kleinkunstbühne „Theater im Gründungshaus“ im Stadtteil Eicken und den „Theater Spielplatz“, Mönchengladbachs kleinste Bühne. Sie bietet Kabarett, Theater und Literatur und befindet sich in Rheydt.
Die Music Community MG war ein loser Zusammenschluss von Veranstaltern und Kulturförderern in Kooperation mit dem Fachbereich Weiterbildung und Musik der Stadt Mönchengladbach (Stand 2015). Jährlich werden auf zehn Veranstaltungen Künstler aus dem Bereich der Popularmusik gefördert. Mit den zweitägigen Musikfestivals citymovement indoor (2006) und dem citymovement outdoor (2007) hat die MusicCommunity MG die Tradition des größten Umsonst-und-Draußen-Festivals der Region wieder aufgenommen. Einen weiteren Neuanfang des Umsonst-und-Draußen-Festivals am Platz der Republik gab es von 2009 bis 2014 unter dem Namen Horst-Festival, das vom AStA der Hochschule Niederrhein organisiert wurde.
Das 1979 gegründete Musikfestival Ensemblia wird alle zwei Jahre in Mönchengladbach ausgerichtet. Außerdem finden diverse Veranstaltungen unter dem Econore-Label statt.
Mönchengladbacher Musikgruppen mit internationalen Erfolgen waren in den 1970er Jahren die Krautrock-Band Wallenstein und Anfang bis Mitte der 1990er Jahre die Rockband Sun. Zwischen 1985 und 1991 galt die Jazz-Rock-Pop-Band Newtation als regional erfolgreich. Bundesweit bekannt sind EA80 (eine der ältesten deutschen Punkbands), die Hard-Rock-Band Motorjesus und der Rapper Eko Fresh.

### Museen

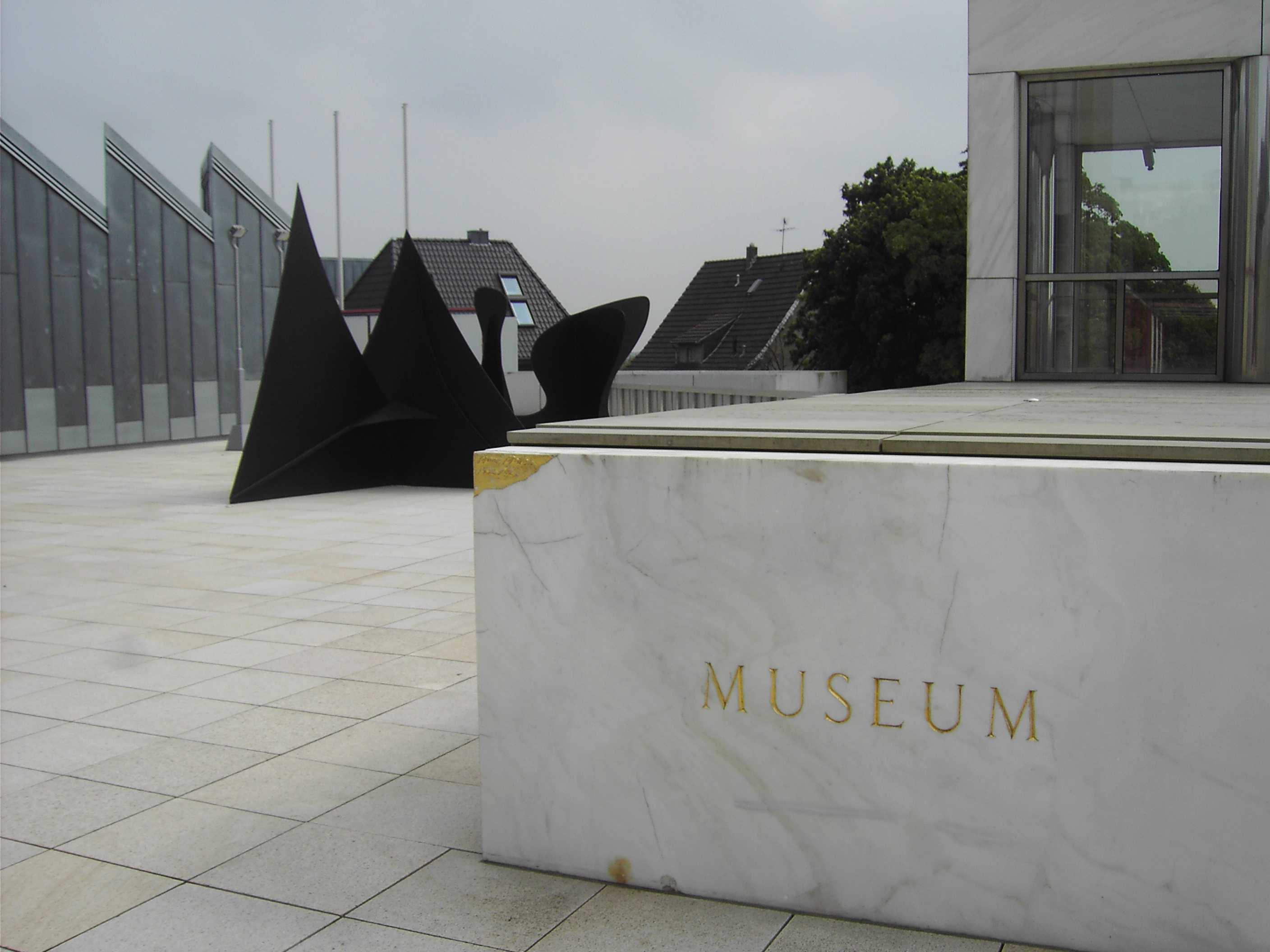
Museum Abteiberg

- Museum Abteiberg: Museum für Bildende Kunst des 20. und 21. Jahrhunderts. Mit Werken von Joseph Beuys, Sonia Delaunay-Terk, Richard Serra, Andy Warhol, Sigmar Polke, Gerhard Richter, Martin Kippenberger, der Gruppe ZERO, Donald Judd, Jonathan Meese und anderen.
- Schloss Rheydt: Sammlung von Kunst- und Kulturgegenständen der Renaissance- und Barockzeit sowie zur Textilgeschichte Mönchengladbachs
- Archäologisches Museum Rheindahlen: Steinzeitliche Fundstätten des Niederrheins
- Karnevalsmuseum Altes Zeughaus
- Vogelkundliches Museum Schloss Wickrath: Schausammlung rheinischer Vogelarten und andere heimische Tiere
- Filmfiguren-Ausstellung „Stars of the Galaxy“: Sammlung von Filmfiguren, Dioramen, Movie Props, Lego-Modellen und Kostümen
- MMIII Kunstverein Mönchengladbach e. V.

### Stolpersteine
Am 27. Januar 2006 hat Gunter Demnig im Stadtteil Odenkirchen die ersten drei Stolpersteine in Mönchengladbach verlegt. Bis November 2013 waren es im ganzen Stadtgebiet 241 an 69 Orten.

### Bauwerke

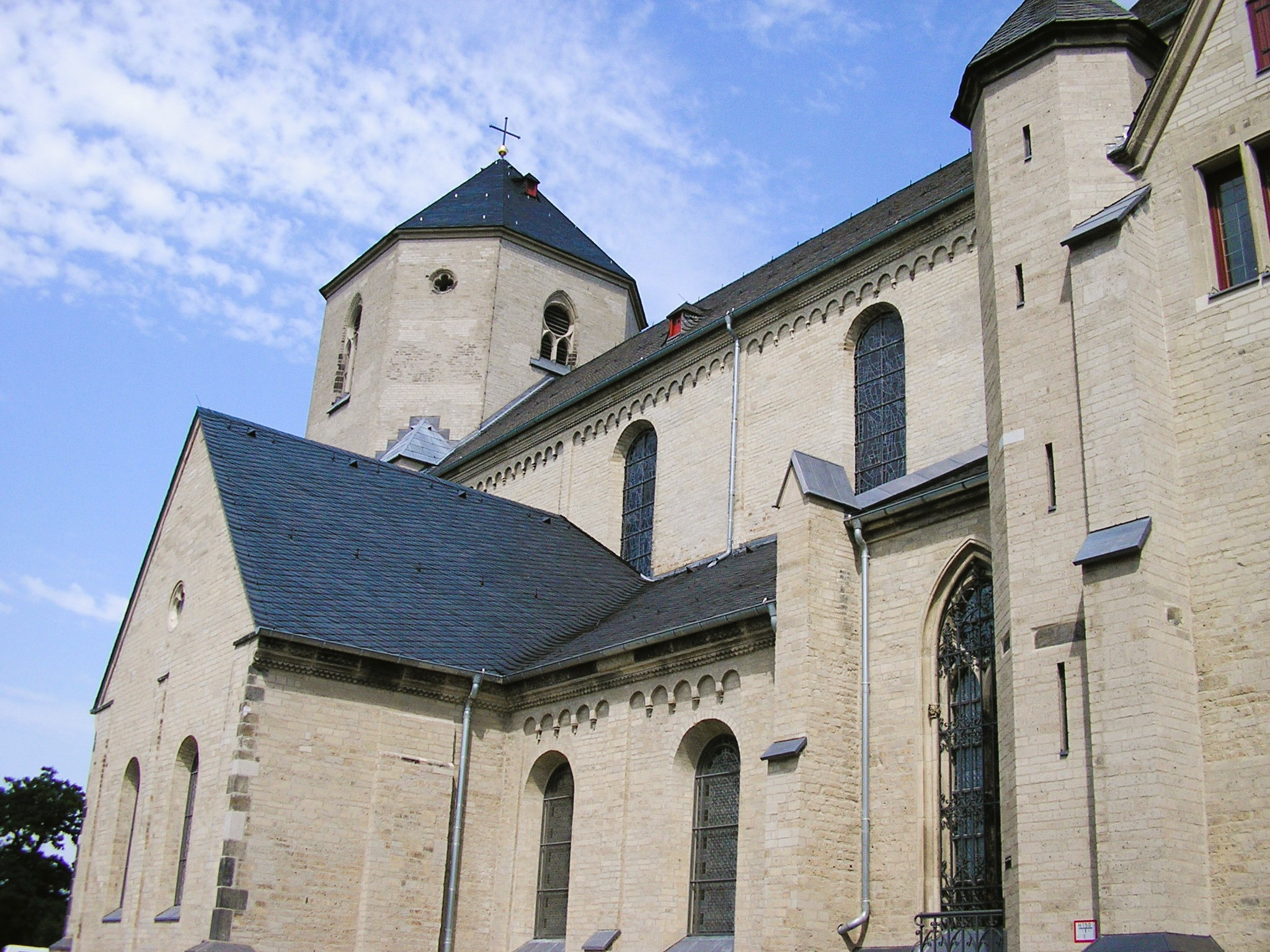
Münster

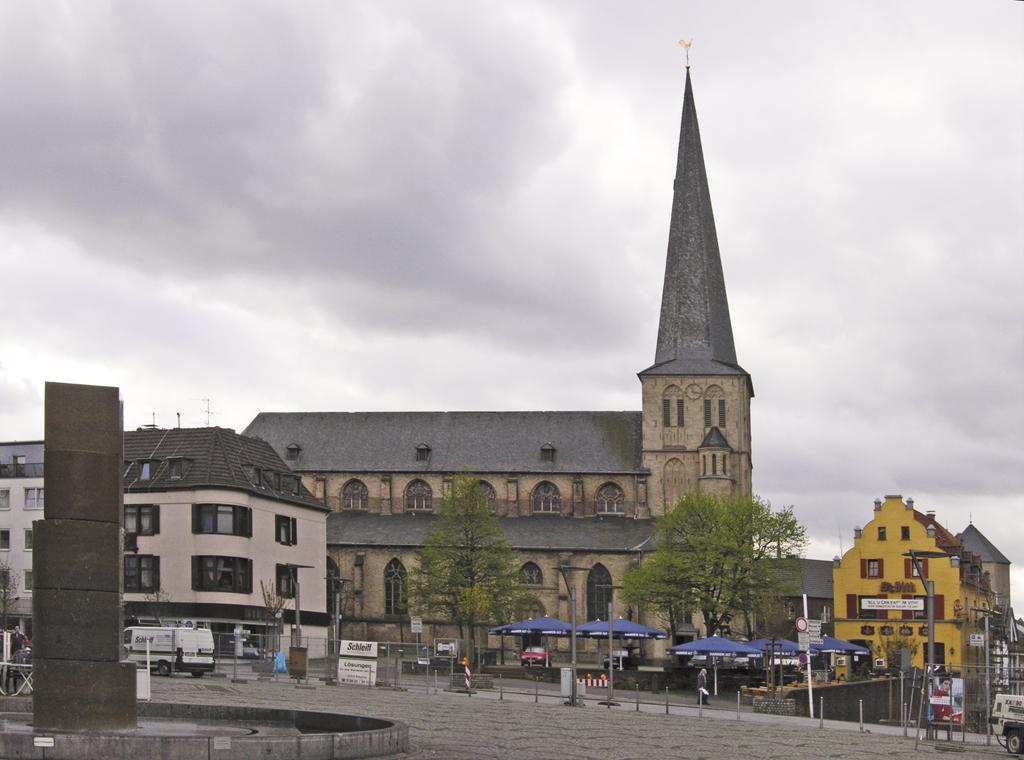
Citykirche und Haus St. Vith vom Alten Markt aus gesehen

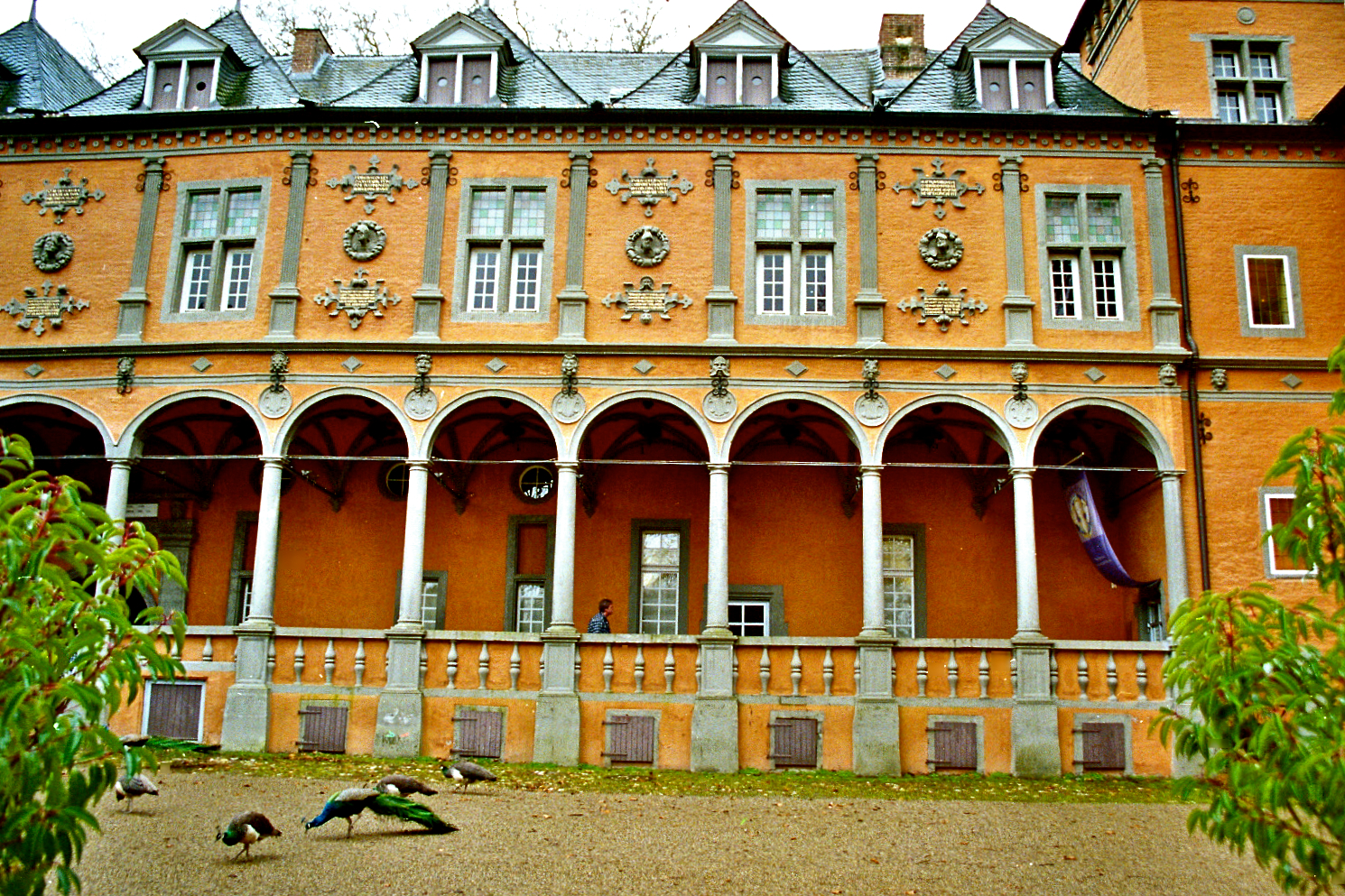
Schloss Rheydt aus dem 16. Jahrhundert

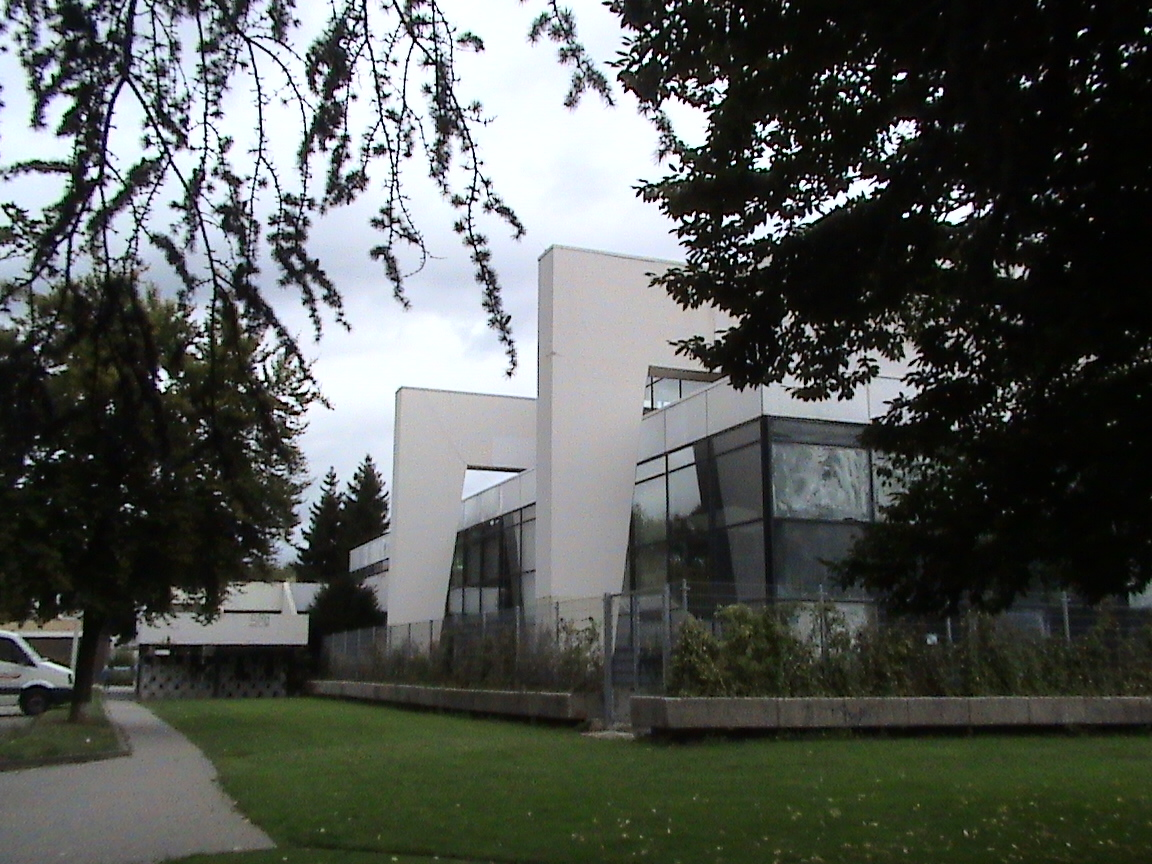
Pahlkebad von Architekt Ernst Roddewig

- 10. Jahrhundert Kloster Neuwerk (Mönchengladbach), Mönchengladbach-Neuwerk, erbaut
- 11. Jahrhundert: Katholische Pfarrkirche St. Helena, Mönchengladbach-Rheindahlen
- Anfang 12. Jahrhundert: (Krypta)des Münster St. Vitus, Mönchengladbach-Stadtmitte, 1228–1239 (Langhaus) und 1256–1277 (Chor, entworfen von Meister Gerhard)
- Anfang 15. Jahrhunderts: Dicker Turm, Mönchengladbach-Stadtmitte, Teil der mittelalterlichen Stadtbefestigung, heute Bezirksarchiv der Bruderschaften
- 1469–1533: Katholische Pfarrkirche St. Mariä Himmelfahrt, Mönchengladbach-Stadtmitte, Wiederaufbau nach dem Zweiten Weltkrieg
- 1558–1570: Schloss Rheydt, Mönchengladbach-Rheydt, Herrenhaus erbaut, entworfen von Maximilian Pasqualini, Umbau zum Gästehaus von Joseph Goebbels durch Emil Fahrenkamp während der NS-Zeit, heute Museum
- Anfang 17. Jahrhundert: St. Vith, Mönchengladbach-Stadtmitte, ehemaliges Gästehaus der Abtei, heute Gaststätte
- 17. Jahrhundert: Huppertzhof, Mönchengladbach-Uedding, Hofanlage, heute Wohnsitz und Atelier des namhaften Bildhauers Heinz Mack
- 1663–1705: Rathaus Abtei (ursprünglich Benediktinerkloster), Mönchengladbach-Stadtmitte, Wiederaufbau 1950
- 1734: Torhaus der Burg Odenkirchen, Mönchengladbach-Odenkirchen
- 1746–1772: Schloss Wickrath, Mönchengladbach-Wickrath, erbaut durch die Baumeister Francois und Matthieu Soiron
- 1755–1757: Evangelische Pfarrkirche, Mönchengladbach-Odenkirchen, entworfen von Francois Soiron
- 18. Jahrhundert: Hensenbrauerei, Mönchengladbach-Waldhausen
- 18. Jahrhundert: Schriefersmühle, Mönchengladbach-Rheindahlen, ehemals Windmühle
- 18. Jahrhundert: Haus Zoppenbroich, Mönchengladbach-Rheydt als Wasserschloss
- Ende 18. Jahrhundert: Abtshof, Mönchengladbach-Neuwerk, heute Restaurant und Gelände für Pferdesport
- 1853–1855: Katholische Pfarrkirche St. Marien, Mönchengladbach-Rheydt, entworfen von Vincenz Statz, Wiederaufbau und Umbau durch Alfons Leitl nach dem Zweiten Weltkrieg
- 1855: Gladbacher Aktienspinnerei und -weberei, ein „Industrieschloss“, heute Teil des Berufskollegs für Technik und Medien am Platz der Republik
- 1864–1866: Evangelische Friedenskirche (heute Wohnhaus), Mönchengladbach-Rheydt-Geneicken, entworfen von Maximilian Nohl
- 1889–1891: Katholische Pfarrkirche St. Laurentius, Mönchengladbach-Odenkirchen, entworfen durch Franz Schmitz
- 1894–1896: Rathaus Rheydt, Mönchengladbach-Rheydt, nach einem Entwurf von Robert Neuhaus
- 1896: Katholische Brandtskapelle St. Aloysius, Mönchengladbach-Waldhausen, eingeweiht 1896, erbaut von Franz Brandts, entworfen von Regierungsbaumeister a. D. Anton Peter Neu
- 1899–1902: Evangelische Hauptkirche Rheydt, Mönchengladbach-Rheydt, nach einem Entwurf von Johannes Otzen
- 1902–1903: Kaiser-Friedrich-Halle, Mönchengladbach-Stadtmitte, entworfen von Friedrich W. Werz und Paul Huber, mehrfach ausgebrannt und wiederhergestellt
- 1903–1904: Hardterwald-Klinik, Mönchengladbach-Hardt, eine Zuwendung an die Stadt von Louise Gueury
- 1903–1905: Katholische Pfarrkirche St. Josef, Mönchengladbach-Rheydt, entworfen von Josef Kleesattel
- 1906: Katholische St. Bonifatius-Kirche
- 1907–1909: Wasserturm an der Viersener Straße, Mönchengladbach-Stadtmitte, nach einem Entwurf von Otto Greiß (1876–1945)
- 1926–1928: St. Kamillus Asthmakrankenhaus mit Kirche und Kloster, Mönchengladbach-Dahl, entworfen von Dominikus Böhm
- 1928–1930: Stadthalle Rheydt, Mönchengladbach-Rheydt, entworfen von Walter Fischer, Hans Poelzig und Max Littmann, Umbau 1982–1984, entworfen von HPP
- 1930: Pfarrkirche St. Franziskus, Mönchengladbach-Rheydt-Geneicken, entworfen von Dominikus Böhm
- 1933: Pfarrkirche St. Peter, Mönchengladbach-Waldhausen, entworfen von Clemens Holzmeister
- 1933–1935: Katholische Pfarrkirche St. Elisabeth, Mönchengladbach-Eicken, entworfen durch Herrmann Schagen
- 1938–1955: Berufsschule, Mönchengladbach-Rheydt-Mülfort, entworfen von Emil Fahrenkamp
- 1955: Haus Westland
- 1957–1959: Schauspielhaus, Mönchengladbach-Stadtmitte, 2012 abgerissen,[89] entworfen von Paul Stohrer
- 1969: Pahlkebad, Mönchengladbach-Rheydt, benannt nach Emil Pahlke (1889–1893 Oberbürgermeister von Rheydt), seit Januar 2008 wegen Sanierungsbedarf geschlossen, seit April 2008 unter Denkmalschutz; die Wiedereröffnung des renovierten Schwimmbades erfolgte am 31. März 2012.
- 1972–1982: Museum Abteiberg, Mönchengladbach-Stadtmitte, nach einem Entwurf von Hans Hollein
- 2002–2004: Borussia-Park im Nordpark, entworfen von der Planungsgruppe B
- 2005: Hockeypark
- 2015: Hugo Junkers Hangar mit Oldtimer-Flugzeug JU 52
- 2015: Minto
- Evangelische Pfarrkirche, Mönchengladbach-Wickrathberg
- Nonnenmühle, Mönchengladbach-Lürrip, ehem. Mühle
- Vitusbad in der City Ost, nachdem das ehemalige Zentralbad am 23. Juli 2001 durch einen Großbrand zerstört wurde
- Volksbad Mönchengladbach im Volksgarten
- Wasserschloss Haus Horst, Mönchengladbach-Giesenkirchen, 1853 weitgehend erneuert

### Parks in Mönchengladbach
- Bunter Garten mit Botanischem Garten
- Abteigarten
- Volksgarten Mönchengladbach
- Schlosspark Wickrath
- Zoppenbroicher Park (auch Bresgespark genannt)
- Geropark
- Vituspark
- Dahler Freizeitpark
- Schmölderpark
- Rheydter Stadtwald
- Hans-Jonas-Park (ehemals Berggarten)
- Beller Park in Odenkirchen
- Niersgrünzug
- Hugo-Junkers-Park
- Helga-Stöver-Park

### Sonstige Sehenswürdigkeiten
- Hügelgräber im Hardter Wald
- Tiergarten Mönchengladbach
- Rheydter Höhe

### Regelmäßige Veranstaltungen
- Februar/März: Rathaussturm in Rheydt am Rosenmontag und Veilchendienstagszug[90]
- April: jährliche Verbraucherausstellung Mönchengladbach, Kappesfest (Handwerkermarkt) in Rheindahlen
- Mai: Ensemblia (Zwei-Jahres-Rhythmus)
- Frühjahr/Sommer: Nachtaktiv – Kulturveranstaltung mit zahlreichen Veranstaltungen über das gesamte Stadtgebiet verteilt
- Sommer: Chor- und Orchesterkonzerte in der Konzertmuschel im Bunten Garten
- Sommer: Internationaler Mönchengladbacher Militärwettkampf
- Juni: Turmfest in Rheydt
- Juli: Gourmet Festival Mönchengladbach auf der Hindenburgstraße am Minto und im Hans-Jonas-Park
- Fünf-Kontinente-Weltmusikfestival (Zwei-Jahres-Rhythmus)
- Juli: „Eine-Stadt-Fest“, Fest am See in Wickrath[91]
- August: Sommermusik Schloss Rheydt, Open-Air-Konzertreihe mit Klassik, Jazz, Swing und Popmusik.[92]
- September: Automobilausstellung, Rheydter Blumenwoche mit Verleihung der Goldenen Blume von Rheydt alle zwei Jahre, Straßenjazz-Festival,
- Stadtschützenfest Bezirksverband Mönchengladbach-Rheydt-Korschenbroich im Bund der Historischen Deutschen Schützenbruderschaften
- Oktober: Jazz in der Kirche (Zwei-Jahres-Rhythmus)
- November: Nachtaktiv – Mönchengladbacher Kulturnacht (Zwei-Jahres-Rhythmus)
- Dezember: Weihnachtsmarkt
- Jüdische Kulturtage im Rheinland Beteiligung an allen Projekten (2002; März 2007)

## Klima
Klimatisch zeichnet sich Mönchengladbach durch eine Gunstlage aus, die von der Nordsee und vom Golfstrom beeinflusst wird. Die Winter sind schneearm und der Frühling setzt recht früh ein. Im Jahresdurchschnitt fällt ein Niederschlag von ca. 801 Millimetern. Die Jahresmitteltemperatur beträgt ca. 11,6 Grad Celsius.
|                        | Jan | Feb | Mär  | Apr  | Mai  | Jun  | Jul  | Aug  | Sep  | Okt  | Nov  | Dez |   |      |
| Mittl. Temperatur (°C) | 3,9 | 4,8 | 7,1  | 10,1 | 14,8 | 18,3 | 20,0 | 19,0 | 15,4 | 11,5 | 7,1  | 5,9 | ⌀ | 11,5 |
| Mittl. Tagesmax. (°C)  | 6,5 | 8,6 | 11,5 | 15,7 | 20,6 | 24,0 | 26,3 | 24,8 | 21,1 | 15,6 | 10,3 | 8,4 | ⌀ | 16,2 |
| Mittl. Tagesmin. (°C)  | 1,2 | 1,3 | 2,7  | 4,3  | 8,9  | 12,5 | 13,8 | 13,2 | 10,2 | 7,6  | 4,0  | 3,2 | ⌀ | 6,9  |
|                        |     |     |      |      |      |      |      |      |      |      |      |     |   |      |
| Niederschlag (mm)      | 57  | 64  | 56   | 34   | 52   | 74   | 32   | 62   | 52   | 48   | 58   | 73  | Σ | 662  |
|                        |     |     |      |      |      |      |      |      |      |      |      |     |   |      |
| Regentage (d)          | 19  | 15  | 18   | 12   | 12   | 13   | 13   | 14   | 13   | 14   | 18   | 19  | Σ | 180  |

| 1,2 |

| 1,3 |

| 2,7 |

| 4,3 |

| 8,9 |

| 12,5 |

| 13,8 |

| 13,2 |

| 10,2 |

| 7,6 |

| 4,0 |

| 3,2 |

| 1,2 |

| 1,3 |

| 2,7 |

| 4,3 |

| 8,9 |

| 12,5 |

| 13,8 |

| 13,2 |

| 10,2 |

| 7,6 |

| 4,0 |

| 3,2 |

## Kfz-Kennzeichen
Am 1. Juli 1956 wurde das Kfz-Kennzeichen MG eingeführt. Es wird bis heute durchgehend ausgegeben. Das frühere Kfz-Kennzeichen RY (Stadt Rheydt) wurde bisher nicht wieder eingeführt.

## Persönlichkeiten
Einige der in Mönchengladbach geborenen Persönlichkeiten haben national oder international Bekanntheit, teilweise auch Anerkennung erlangt. Die international bedeutendsten dürften der Ingenieur Hugo Junkers, der Philosoph Hans Jonas, die ehemaligen Formel-1-Fahrer Nick Heidfeld und Heinz-Harald Frentzen sowie die Fußballer Jupp Heynckes und Günter Netzer sein. Joseph Goebbels, der Minister für Propaganda und Volksaufklärung während der Zeit des Nationalsozialismus, wurde im heutigen Stadtteil Rheydt geboren. Zu den national bekannten Persönlichkeiten zählen unter anderem der ehemalige Ministerpräsident des Landes Nordrhein-Westfalen Franz Meyers, der Tierfilmer Heinz Sielmann, der Kabarettist Volker Pispers, der Autor Walter Moers, der Wissenschaftsastronaut Reinhold Ewald, der Opernsänger Hermin Esser, der Komiker Monty Arnold und der Gitarrist Joscho Stephan. Ebenfalls stammen der Rapper Eko Fresh, der Webvideoproduzent Sturmwaffel, die Sängerin und Autorin Meral Al-Mer sowie der Fußballspieler und Sportfunktionär Marcell Jansen aus Mönchengladbach; der Fernsehmoderator Joko Winterscheidt wurde hier geboren, wuchs aber in Waldniel auf.

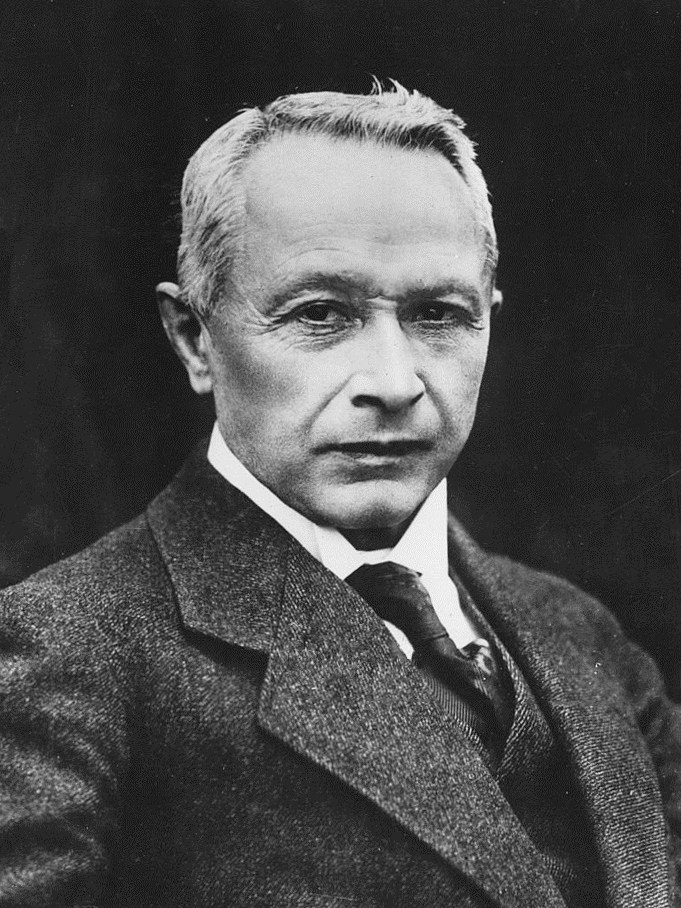
Hugo Junkers, Flugzeugkonstrukteur
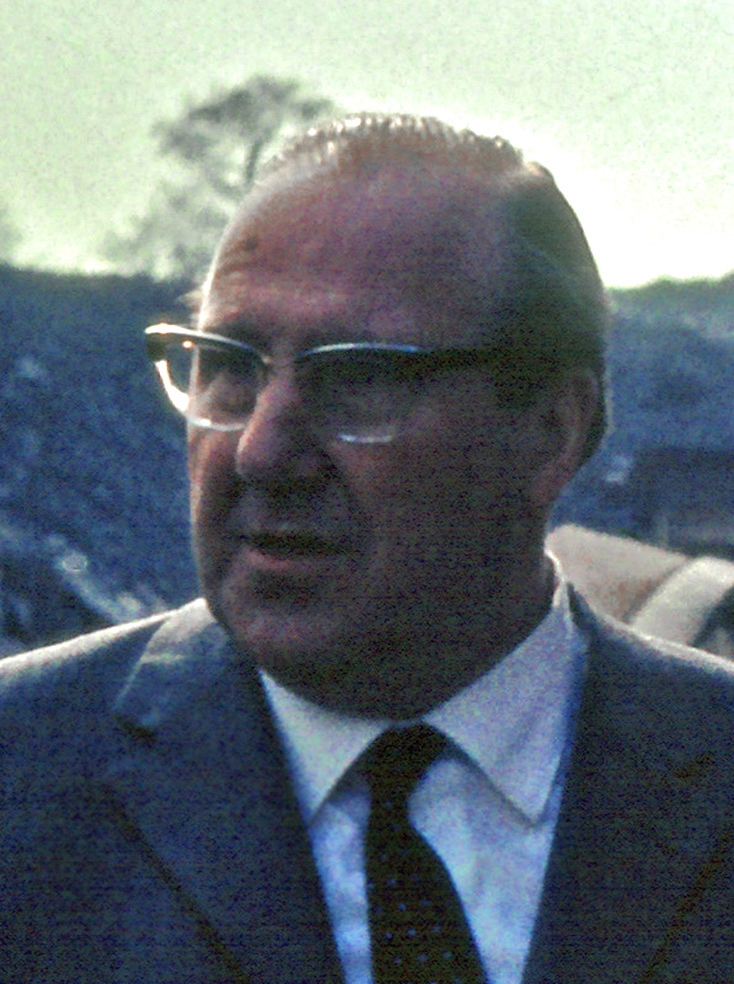
Franz Meyers, Ministerpräsident Nordrhein-Westfalens
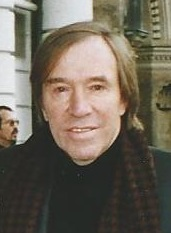
Günter Netzer, Fußballprofi
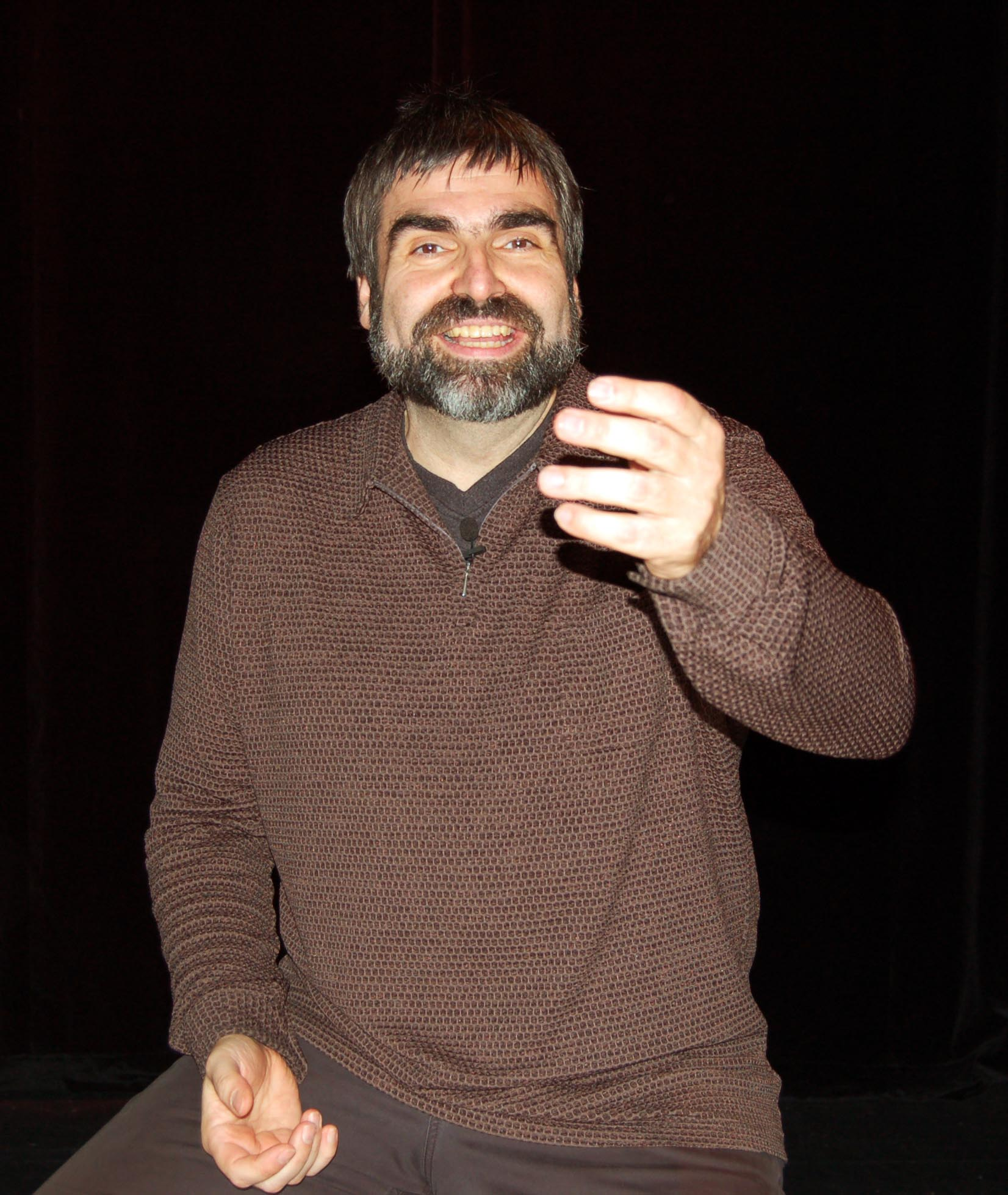
Volker Pispers, Kabarettist